# Amérique du Sud
Ne doit pas être confondu avec Amérique latine.
Pour les articles homonymes, voir Amérique (homonymie).
L'Amérique du Sud est un sous-continent ou un continent et la partie méridionale de l'Amérique. Elle est située entièrement dans l'hémisphère ouest et principalement dans l'hémisphère sud. Elle est bordée à l'ouest par l'océan Pacifique et au nord et à l'est par l'océan Atlantique. L'Amérique centrale, qui relie le sous-continent à l'Amérique du Nord, et les Caraïbes sont situées au nord-ouest.
Le portugais et l'espagnol sont les deux langues dénombrant le plus grand nombre de locuteurs en Amérique du Sud.
L'Amérique du Sud fut nommée, à Saint-Dié-des-Vosges en 1507, par les cartographes Martin Waldseemüller et Mathias Ringmann d'après Amerigo Vespucci, qui fut le premier Européen à suggérer que l'Amérique n'était pas les Indes mais un Nouveau Monde inconnu des Européens.
L'Amérique du Sud a une superficie de 17 840 000 km2, soit 11,9 % de la surface des terres émergées de la Terre. En 2015, sa population est d'environ 410 millions d'habitants. Le gentilé de ses habitants est les « Sud-Américains ». L'Amérique du Sud est classée quatrième continent en superficie (après l'Asie, l'Afrique et l'Amérique du Nord) et cinquième en nombre d'habitants (après l'Asie, l'Afrique, l'Europe et l'Amérique du Nord).

## Géographie

Localisation des pays de l'Amérique du Sud.

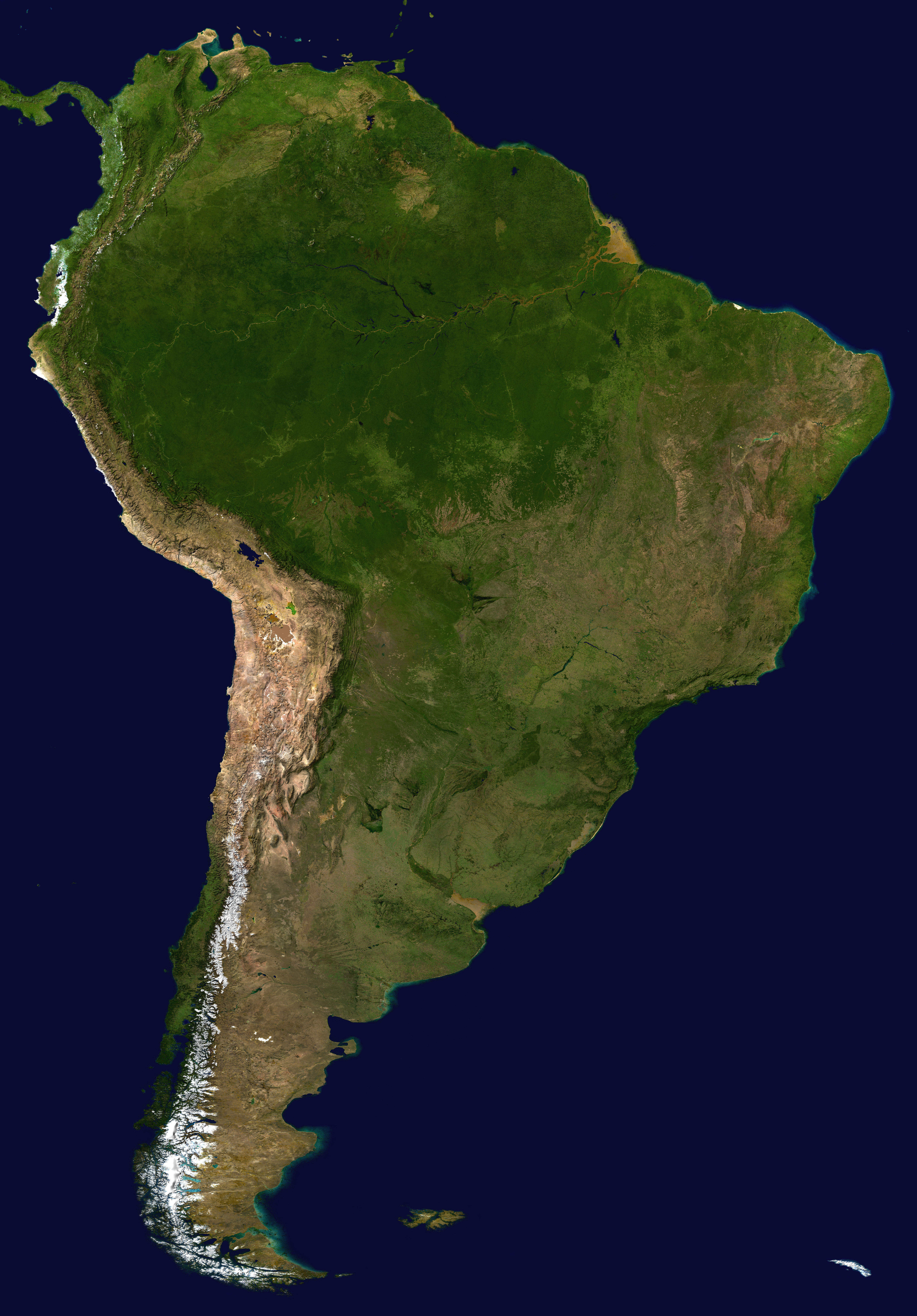
Image satellite de l'Amérique du Sud.

L'Amérique du Sud constitue la majeure partie australe des terres émergées de ce qui est généralement désigné comme le Nouveau Monde, l'hémisphère ouest, les Amériques, ou simplement l'Amérique (qui est parfois considérée comme un seul continent et l'Amérique du Sud un sous-continent). Il se trouve au sud et à l'est du canal du Panama, qui traverse l'isthme de Panama. Géologiquement, presque tout le territoire sud-américain est situé sur la plaque sud-américaine. Géopolitiquement, tout le Panama – y compris le segment à l'est du canal de Panama de l'isthme – est souvent considéré comme faisant partie de l'Amérique du Nord et un pays d'Amérique centrale.
Géologiquement, le continent n'est rattaché à l'Amérique du Nord que tout récemment avec la formation de l'isthme panaméen il y a environ 3 millions d'années, ce qui provoqua le grand échange faunique interaméricain. De même, les Andes sont des chaînes de montagnes relativement jeunes et sismiquement instables, descendant du nord au sud en suivant la bordure occidentale du continent ; le territoire à l'est des Andes est principalement occupé par la forêt tropicale humide, le vaste bassin de l'Amazonie. Le continent présente aussi des régions plus sèches telle la Patagonie orientale ou l'Atacama.

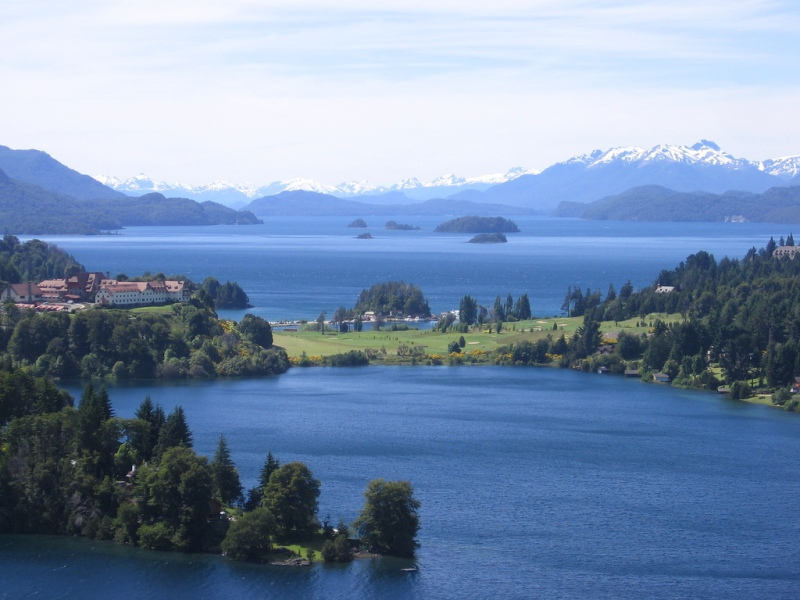
Patagonie.

Le continent sud-américain comprend aussi de nombreuses îles, dont beaucoup appartiennent aux pays du continent. Beaucoup d'îles des Caraïbes (les Antilles) – par exemple, les Grandes Antilles et les Petites Antilles – sont situées au-dessus de la plaque caraïbe, une plaque tectonique avec une topographie diffuse. Aruba, les Barbades, Trinité-et-Tobago sont situées sur le plateau continental sud-américain. Les Antilles néerlandaises et les dépendances du Venezuela sont situées au nord du continent. Géopolitiquement, les îles-États et les territoires d'outre-mer des Caraïbes sont généralement regroupés et considérés comme une partie ou une sous-région d'Amérique du Nord. Les nations d'Amérique du Sud qui bordent la mer des Caraïbes (la Colombie et le Venezuela) ou l'océan Atlantique (le Guyana, le Suriname et la Guyane) forment l'Amérique du Sud caribéenne. Les autres îles sont les Galapagos, l'île de Pâques (en Océanie mais qui appartient au Chili), l'île Robinson Crusoé, l'île de Chiloé, la Terre de Feu, et les îles Malouines.

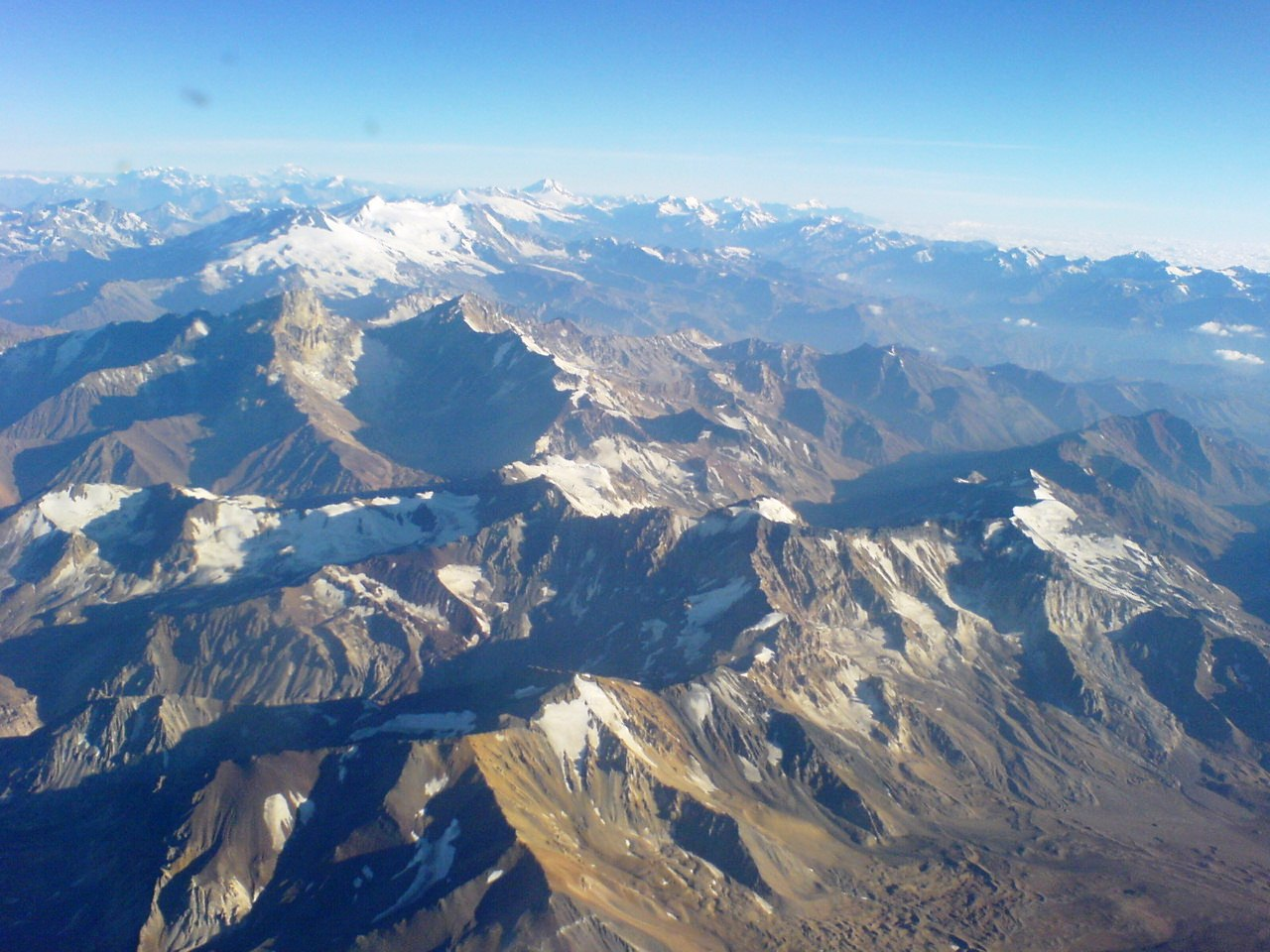
Les Andes.

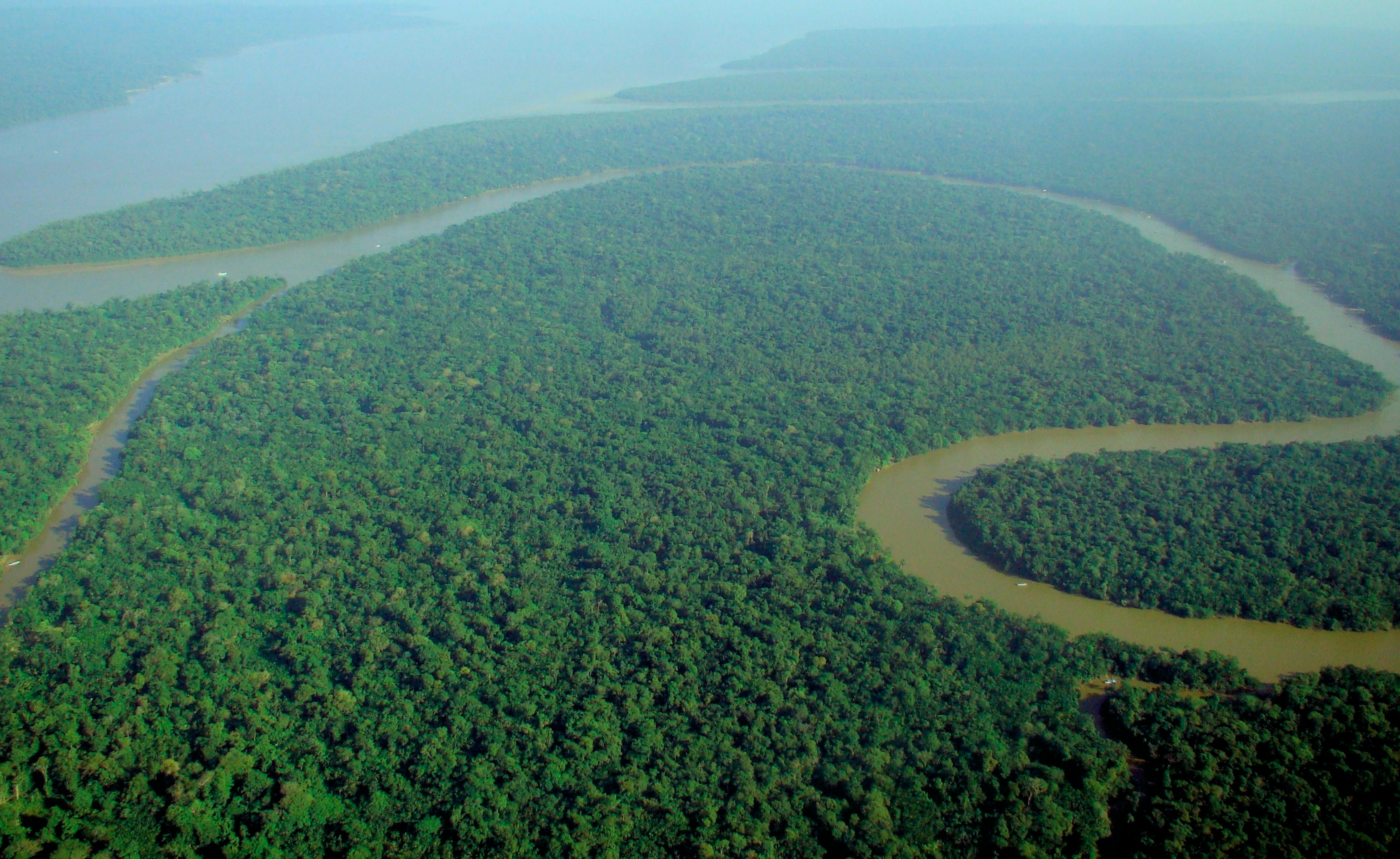
Une rivière dans la forêt amazonienne.

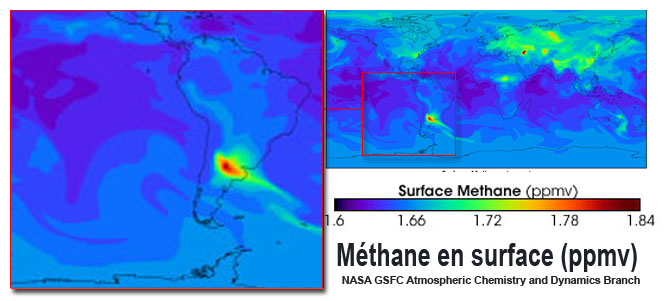
Le centre de l'Amérique du Sud est un des points chauds d'émission de méthane, gaz à effet de serre facteur de dérèglement climatique.

L'Amérique du Sud est la terre des plus hautes chutes d'eau, Salto Ángel, du fleuve au débit le plus important, l'Amazone, de la chaîne de montagne la plus longue, les Andes, du désert le plus aride, le désert d'Atacama, de la voie ferrée la plus élevée, Ticlio (en)(Pérou), de la capitale la plus haute, La Paz (Bolivie), du plus haut lac commercialement navigable, le lac Titicaca, et de la ville la plus australe, Puerto Toro.
Les ressources naturelles de l'Amérique du Sud sont l'or, le cuivre, le minerai de fer, l'étain et le pétrole.
L'Amérique du Sud abrite de nombreuses espèces d'animaux uniques comme le lama, l'anaconda, les piranha, le jaguar, la vigogne et le tapir. La forêt tropicale humide d'Amazonie possède une biodiversité élevée, contenant une fraction importante des espèces de la planète.
Le plus grand pays d'Amérique du Sud est de loin le Brésil, à la fois du point de vue de sa superficie et de sa population.
En Amérique du Sud, on distingue plusieurs sous-régions : les États andins, les Guyanes, le cône Sud et le Brésil.

## Environnement
Le nord de l'Amérique du Sud abrite une grande partie de la biodiversité planétaire des terres émergées. Les forêts y sont cependant en forte régression au profit des prairies d'élevage (bovin notamment, destiné à l'exportation) et cultures industrielles (de soja notamment, pour partie transgénique). Les feux de forêts, la dégradation des sols, et l'élevage et l'agriculture industrielle sont à l'origine d'émissions importantes de gaz à effet de serre (qui font par exemple du Brésil un des premiers émetteurs mondiaux). Par ailleurs le sud du continent est situé sous le trou de la couche d'ozone de l'antarctique, qui a conduit à une forte hausse des taux d'UV (cancérogènes, mutagènes).
Les glaciers d'Amérique du Sud ont perdu 30 à 50 % de leur couverture glaciaire entre les années 1980 et 2020.

## Économie

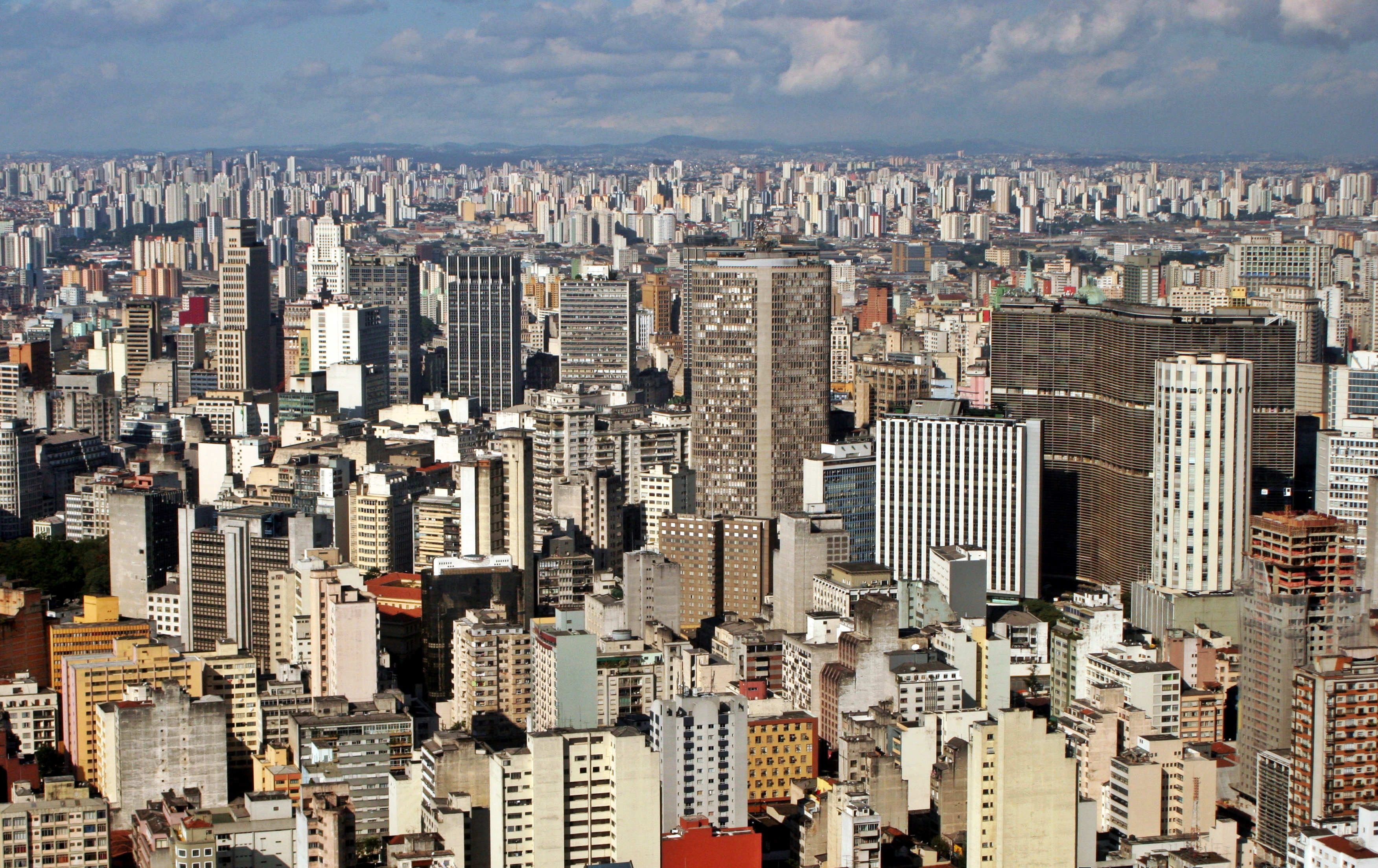
São Paulo, au Brésil, est le centre financier du pays et la 5e plus grande ville du monde par agglomération.

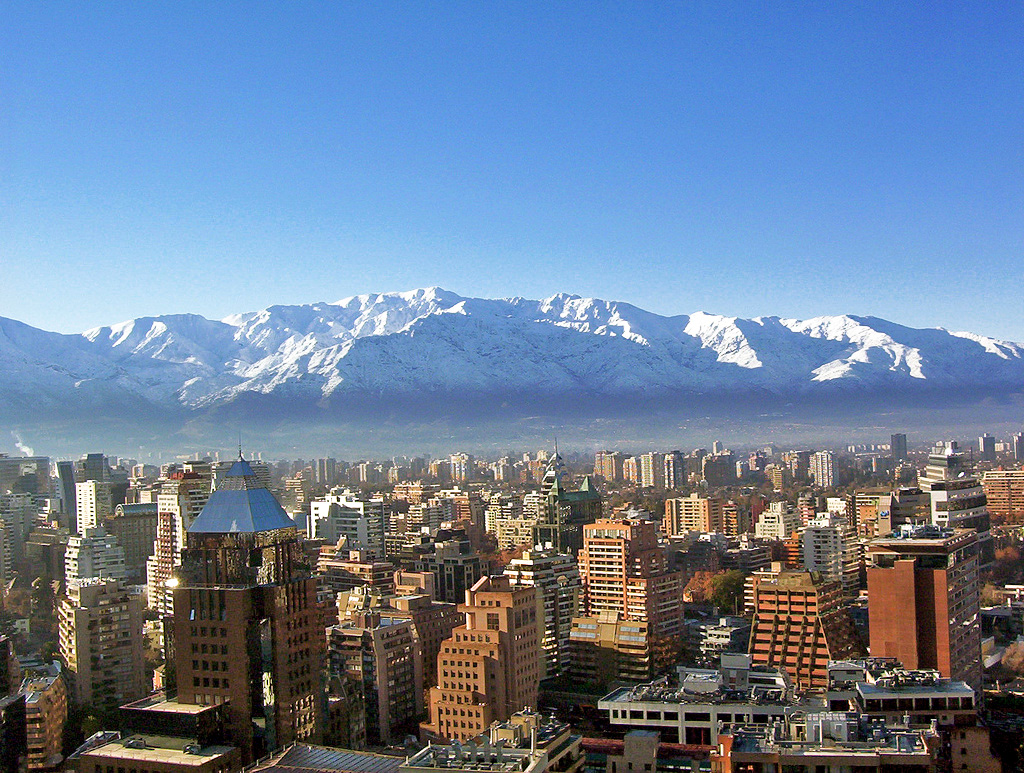
Centre Financier de Santiago du Chili.

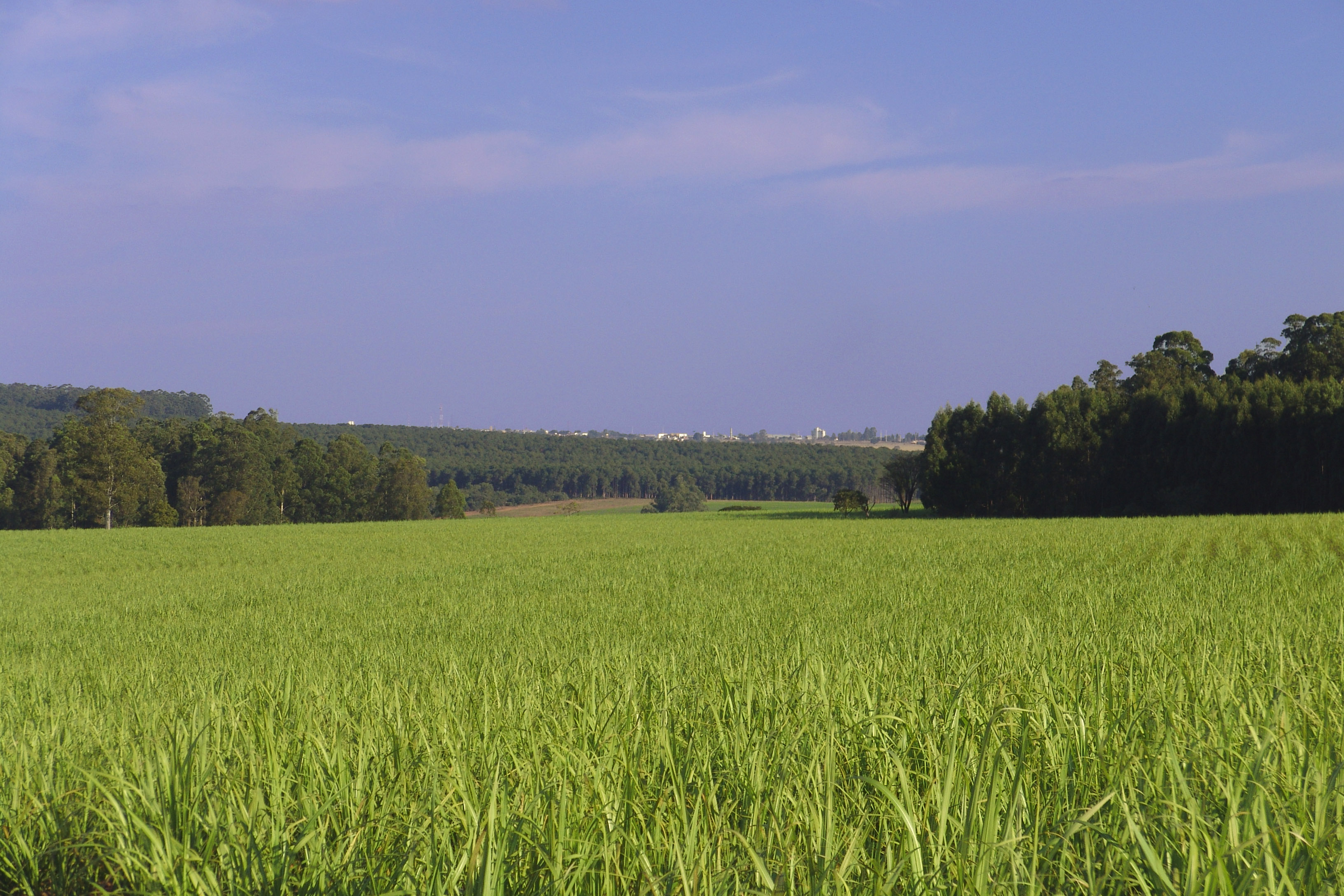
Plantation de canne à sucre à São Paulo. En 2018, le Brésil était le premier producteur mondial, avec 746 millions de tonnes. L'Amérique du Sud produit la moitié de la canne à sucre dans le monde.

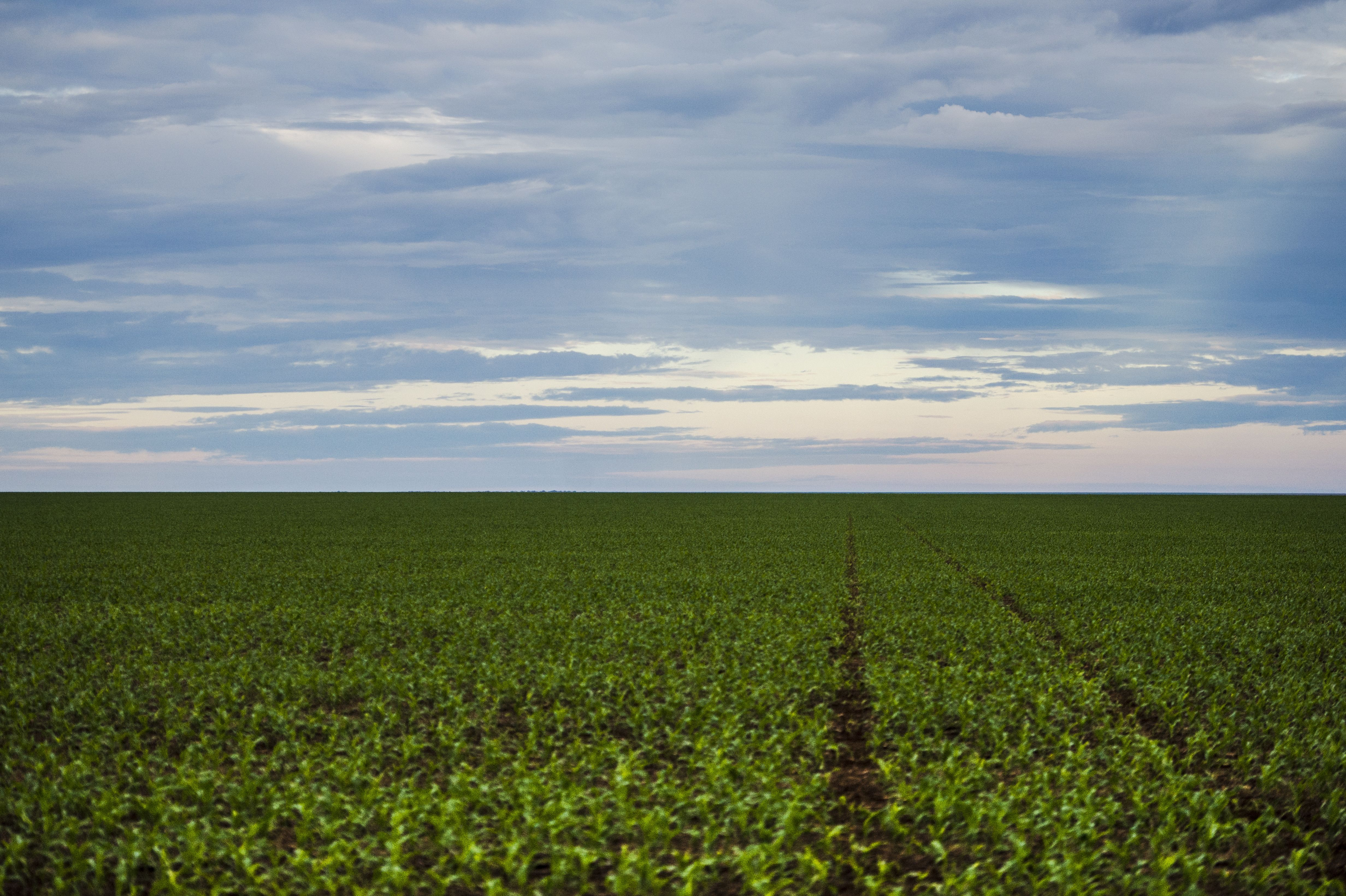
Plantation de soja au Mato Grosso. En 2020, le Brésil était le premier producteur mondial, avec 130 millions de tonnes. L'Amérique du Sud produit la moitié du soja mondial.

L'agriculture reste le secteur d'activité le plus important de l'Amérique du Sud, même si le chômage rural et la pauvreté chassent la population vers les énormes villes côtières. Les ressources minières et pétrolières, bien que substantielles, sont inégalement réparties selon les pays. Pour limiter l'importation de matières premières, relancer la production et renforcer les infrastructures, les gouvernements se sont lourdement endettés auprès de la Banque mondiale dans les années 1960 et 1970. Aujourd'hui, le Brésil est la première puissance économique, suivie de loin par l'Argentine, qui est, à son tour, suivie de près par la Colombie et le Venezuela. L'ouest de l'Amérique du Sud, moins développé, a récemment su tirer parti de sa position géographique. Ainsi, le Chili exporte de plus en plus de matières premières vers le Japon.
Les quatre pays avec la plus forte agriculture d'Amérique du Sud sont Brésil, Argentine, Chili et Colombie. Actuellement :

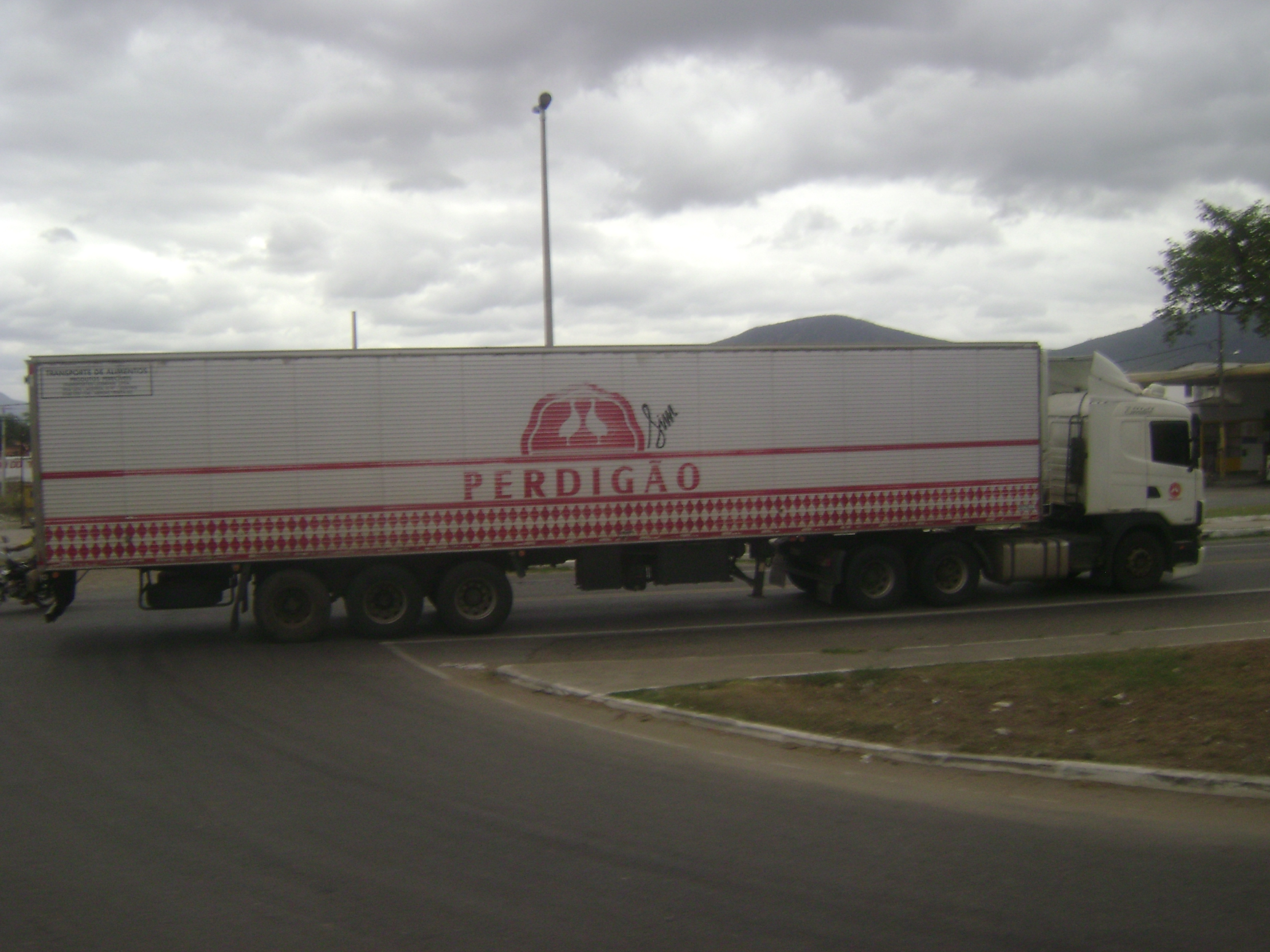
Camion d'une entreprise de viande au Brésil. L'Amérique du Sud produit 20 % de la viande de bœuf et de poulet dans le monde.

- Le Brésil est le premier producteur mondial de canne à sucre, soja, café, orange, guarana, açaí et Noix du Brésil ; un des 5 plus grands producteurs de maïs, papaye, tabac, ananas, banane, coton, haricot, noix de coco, pastèque et citron ; un des 10 plus grands producteurs au monde de cacao, noix de cajou, avocat, kaki, mangue, goyave, riz, sorgho et tomate ;
- L'Argentine est l'un des 5 plus grands producteurs au monde de soja, maïs, graines de tournesol, citron et poire, l'un des 10 plus grands producteurs au monde d'orge, raisin, artichaut, tabac et coton, et l'un des 15 plus grands producteurs au monde de blé, canne à sucre, sorgho et pomélo ;
- Le Chili est l'un des 5 plus grands producteurs mondiaux de cerise et canneberge, et l'un des 10 plus grands producteurs mondiaux de raisin, pomme, kiwi, pêche, prune et noisette, en se concentrant sur l'exportation de fruits de grande valeur ;
- La Colombie est l'un des 5 plus grands producteurs au monde de café, avocat et huile de palme, et l'un des 10 plus grands producteurs au monde de canne à sucre, banane, ananas et cacao ;
- Le Pérou est l'un des 5 plus grands producteurs d'avocat, myrtille, artichaut et asperge, l'un des 10 plus grands producteurs au monde de café et cacao, l'un des 15 plus grands producteurs au monde de pomme de terre et ananas, et a également une production considérable de raisin, canne à sucre, riz, banane, maïs et manioc ; son agriculture est considérablement diversifiée ;
- L'agriculture du Paraguay se développe actuellement, étant actuellement le 6e producteur mondial de soja et entrant dans la liste des 20 plus grands producteurs de maïs et canne à sucre[7].

Le Brésil est le premier exportateur mondial de viande de poulet : 3,77 millions de tonnes en 2019,. Le pays est le détenteur du deuxième plus grand troupeau de bovins du monde, 22,2 % du cheptel mondial. Le pays était le deuxième producteur de viande bovine en 2019, responsable de 15,4 % de la production mondiale. C'était aussi le 3e producteur mondial de lait en 2018. Cette année, le pays a produit 35,1 milliards de litres. En 2019, le Brésil était le 4e producteur de porc au monde, avec près de 4 millions de tonnes.
En 2018, l'Argentine était le 4e producteur mondial de bœuf, avec une production de 3 millions de tonnes (derrière seulement les États-Unis, le Brésil et la Chine). L'Uruguay est également un important producteur de viande. En 2018, elle a produit 589 000 tonnes de viande bovine.
Dans la production de viande de poulet, l'Argentine fait partie des 15 plus grands producteurs au monde, et le Pérou et la Colombie parmi les 20 plus grands. Dans la production de miel, l'Argentine est parmi les 5 plus grands producteurs au monde, et le Brésil parmi les 15 plus grands. Pour ce qui est de la production de lait de vache, le Argentine fait partie des 20 plus grands producteurs au monde.

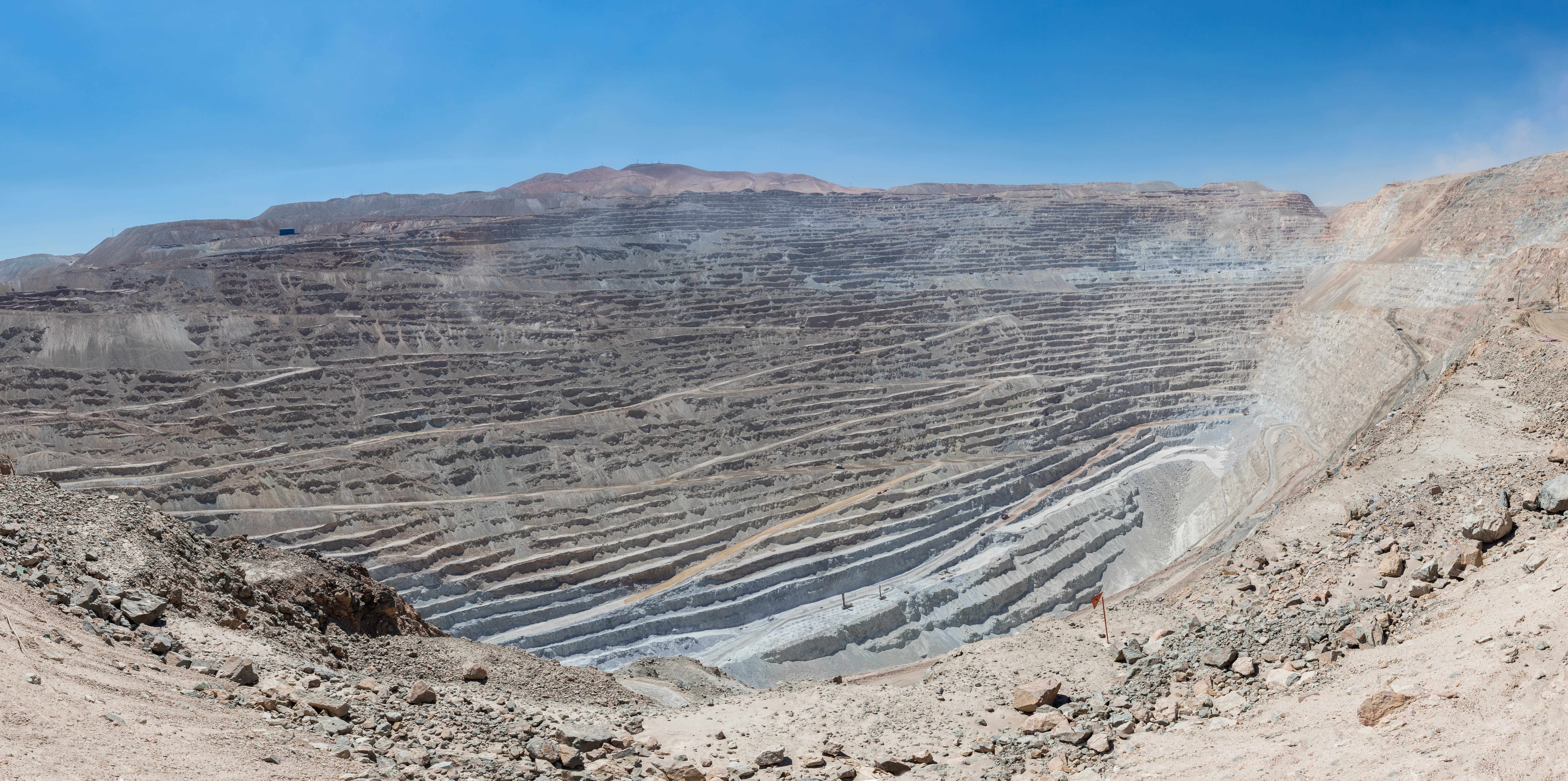
Mine de cuivre au Chili. L'Amérique du Sud produit la moitié du cuivre mondial.

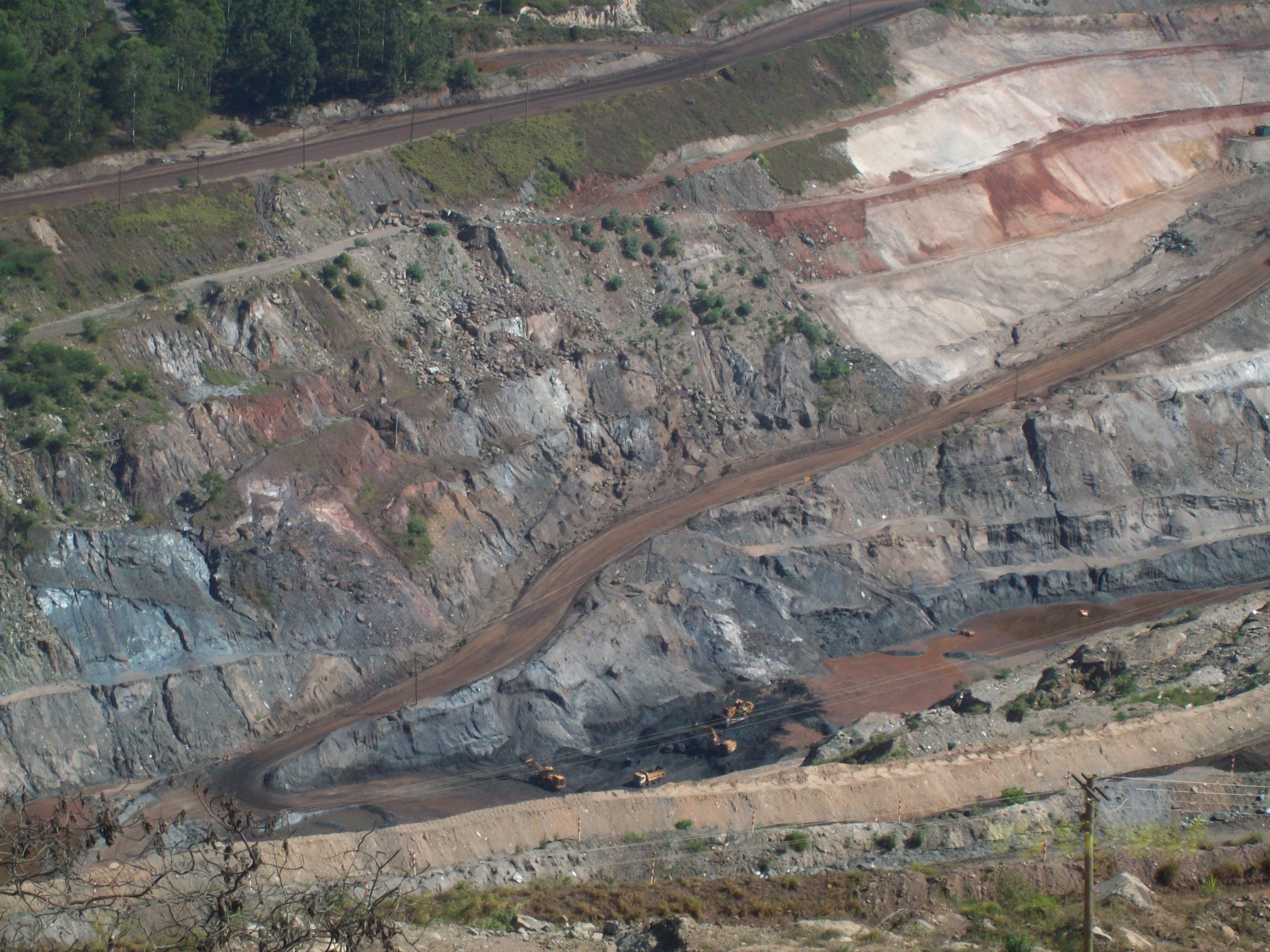
Mine de fer à Minas Gerais. Le Brésil est le deuxième exportateur de minerai de fer au monde.

Le Chili contribue à environ un tiers de la production mondiale de cuivre. En 2018, le Pérou était le deuxième producteur mondial de argent et de cuivre et le sixième producteur d'or (les 3 métaux qui génèrent le plus de valeur), en plus d'être le 3e producteur au monde de zinc et d'étain et le 4e de plomb. Le Brésil est le deuxième exportateur mondial de minerai de fer, possède 98 % des réserves connues de niobium dans le monde et est l'un des 5 plus grands producteurs mondiaux de bauxite, manganèse et étain. La Bolivie est le cinquième producteur d'étain, le septième producteur d'argent et le huitième producteur de zinc au monde,.

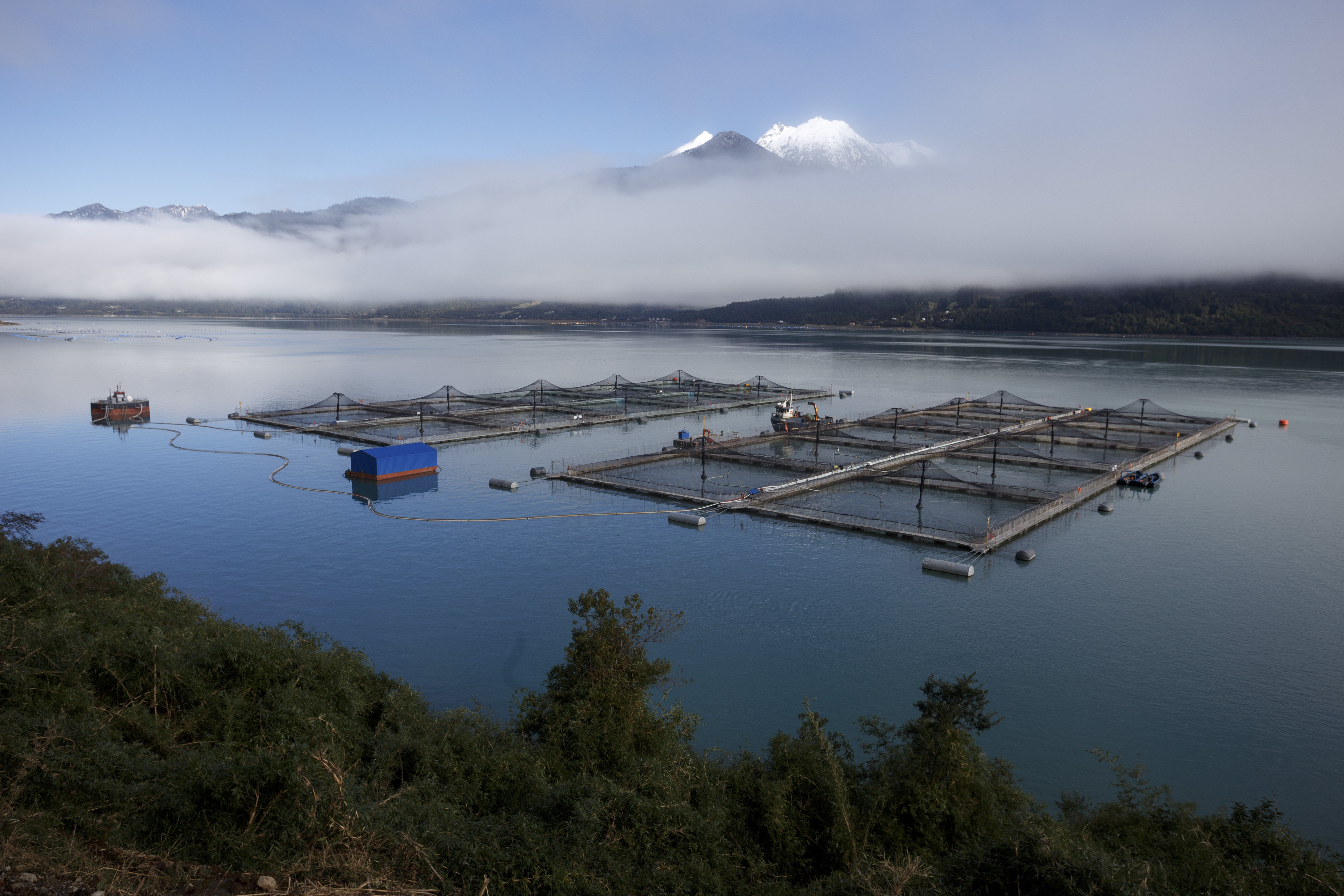
L'élevage du saumon au Chili. Un tiers de tout le saumon vendu dans le monde provient du pays.

Dans la production de pétrole, le Brésil était le 10e producteur mondial en 2019, avec 2,8 millions de barils/jour. Le Colombie était le 20e avec 886 000 barils/jour, le Venezuela était le 21e avec 877 000 barils/jour, l'Équateur le 28e avec 531 000 barils/jour et l'Argentine 29e avec 507 000 barils/jour. Comme le Venezuela et l'Équateur consomment peu de pétrole et exportent l'essentiel de leur production, ils font partie de l'OPEP. Le Venezuela a connu une forte baisse de sa production après 2015 (où il a produit 2,5 millions de barils/jour), tombant en 2016 à 2,2 millions, en 2017 à 2 millions, en 2018 à 1,4 million et en 2019 à 877 000, en raison du manque d'investissements.
Dans la production de gaz naturel, en 2018, l'Argentine a produit 1 524 bcf (milliards de pieds cubes), le Venezuela 946, le Brésil 877, la Bolivie 617, le Pérou 451, la Colombie 379.

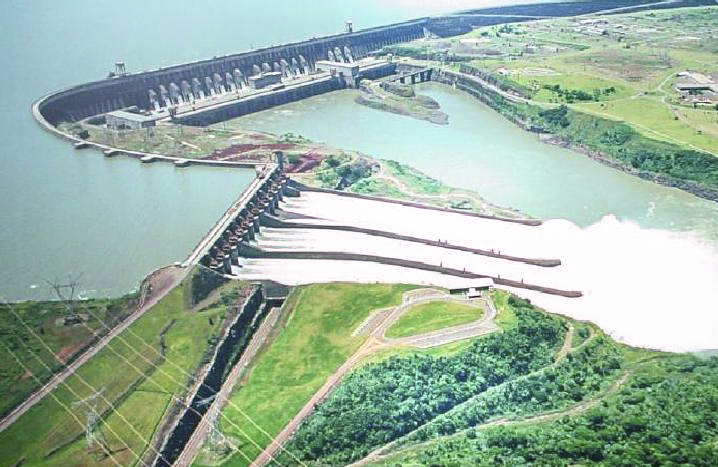
Barrage d'Itaipu à Paraná.

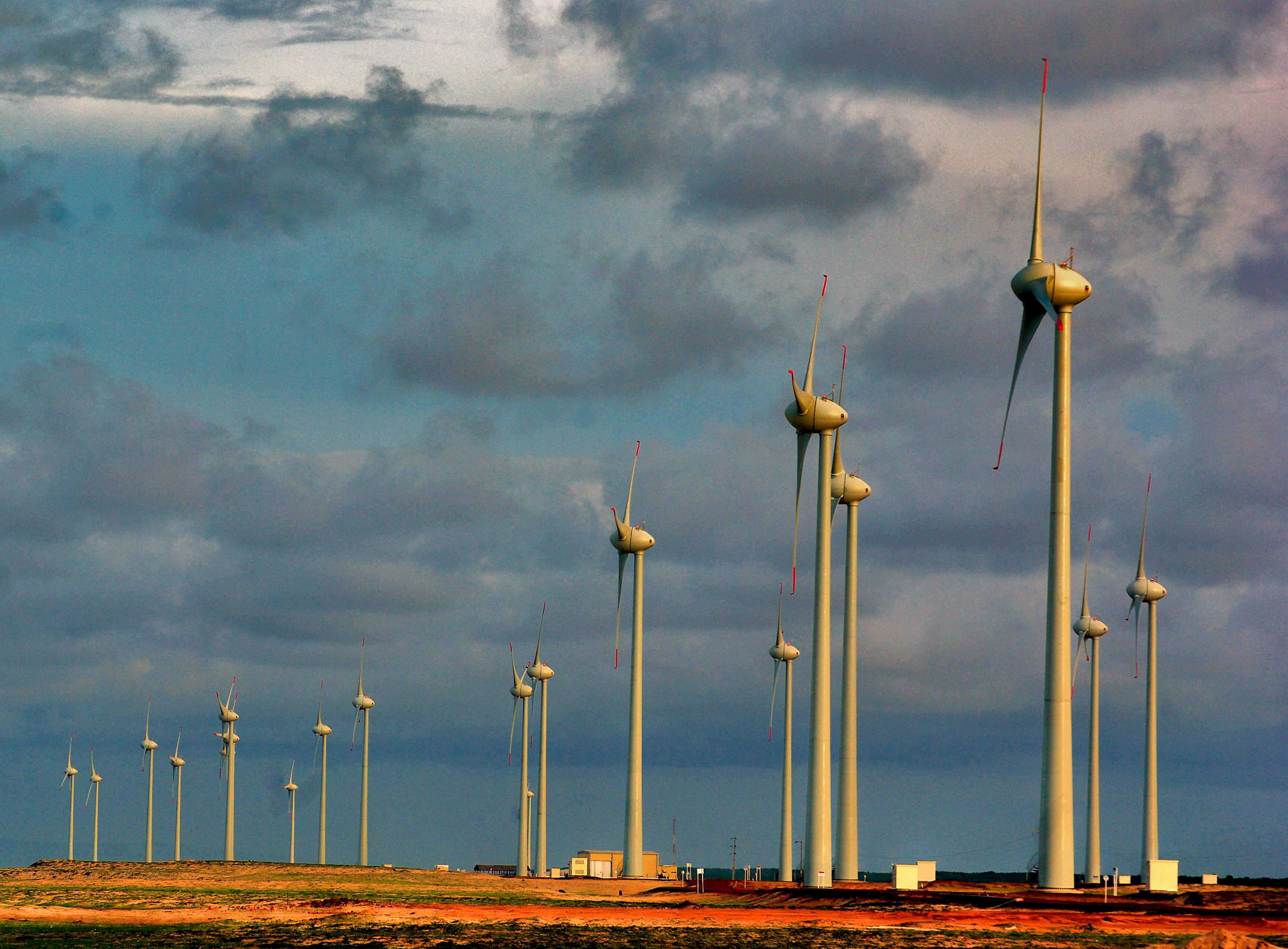
Énergie éolienne à Parnaíba.

Le Brésil est le pays avec l'énergie la plus propre au monde. La majorité de son énergie électrique provient de sources renouvelables (principalement l'énergie hydroélectrique et la biomasse), et le pays a un énorme potentiel pour l'énergie éolienne (qui fournit déjà 10 % de l'énergie du pays, plus le potentiel de supplanter facilement l'énergie hydroélectrique) et l'énergie solaire (qui n'est pas encore pleinement développée dans le monde, mais le pays a le meilleur taux d'irradiation solaire au monde, ayant le potentiel pour être l'une des principales sources d'énergie). Le Brésil est l'un des principaux producteurs mondiaux d'énergie hydroélectrique. En 2019, le Brésil comptait 217 centrales hydroélectriques en exploitation, d'une capacité installée de 98 581 MW, soit 60,16 % de la production d'énergie du pays. Dans la production totale d'électricité, en 2019, le Brésil a atteint 170 000 mégawatts de capacité installée, plus de 75 % à partir de sources renouvelables (la majorité, hydroélectrique),,. Le potentiel éolien du Brésil est évalué, en 2019, à 500 GW (ceci, uniquement à terre), suffisamment d'énergie pour répondre à trois fois la demande actuelle du pays ; il est surtout localisé dans le nord-est et le sud,,. En février 2021, selon l'ONS, la capacité totale installée était de 19,1 GW, avec un facteur de capacité moyen de 58 %. Alors que le facteur de capacité de production éolienne moyenne mondiale est de 24,7 %, il existe des zones dans le nord du Brésil, en particulier dans l'État de Bahia, où certains parcs éoliens enregistrent des facteurs de capacité moyens supérieurs à 60 %; le facteur de capacité moyen dans la région du Nord-Est est de 45 % sur la côte et de 49 % à l'intérieur. En 2019, l'énergie éolienne représentait 9 % de l'énergie produite dans le pays. En 2020, le Brésil était le 8e pays au monde en termes de puissance éolienne installée (17,2 GW). En juillet 2021, selon l'ONS, la capacité totale installée du solaire photovoltaïque était de 10,3 GW, avec un facteur de capacité moyen de 23 %. Certains des États brésiliens les plus irradiés sont Minas Gerais, Bahia et Goiás, qui ont en effet des records mondiaux d'irradiation. En 2019, l'énergie solaire représentait 1,27 % de l'énergie produite dans le pays,,. En 2020, le Brésil était le 14e pays au monde en termes de puissance solaire installée (7,8 GW). En 2020, le Brésil était le 2e pays au monde en matière de production d'énergie grâce à la biomasse (production d'énergie à partir de biocarburants solides et de déchets renouvelables), avec 15,2 GW installés.

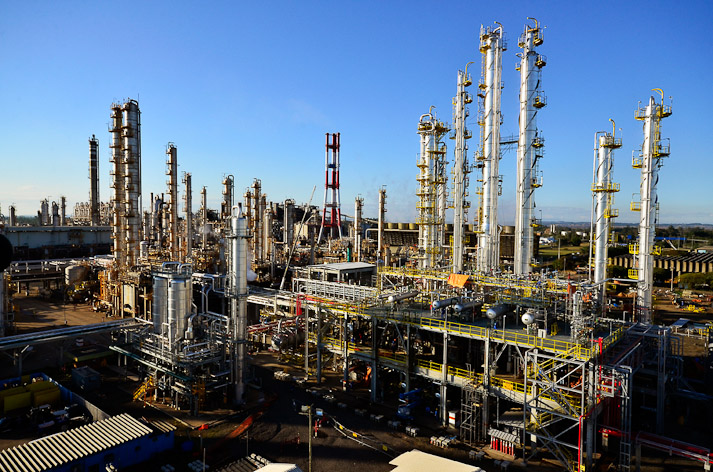
Braskem, la plus grande industrie chimique brésilienne.

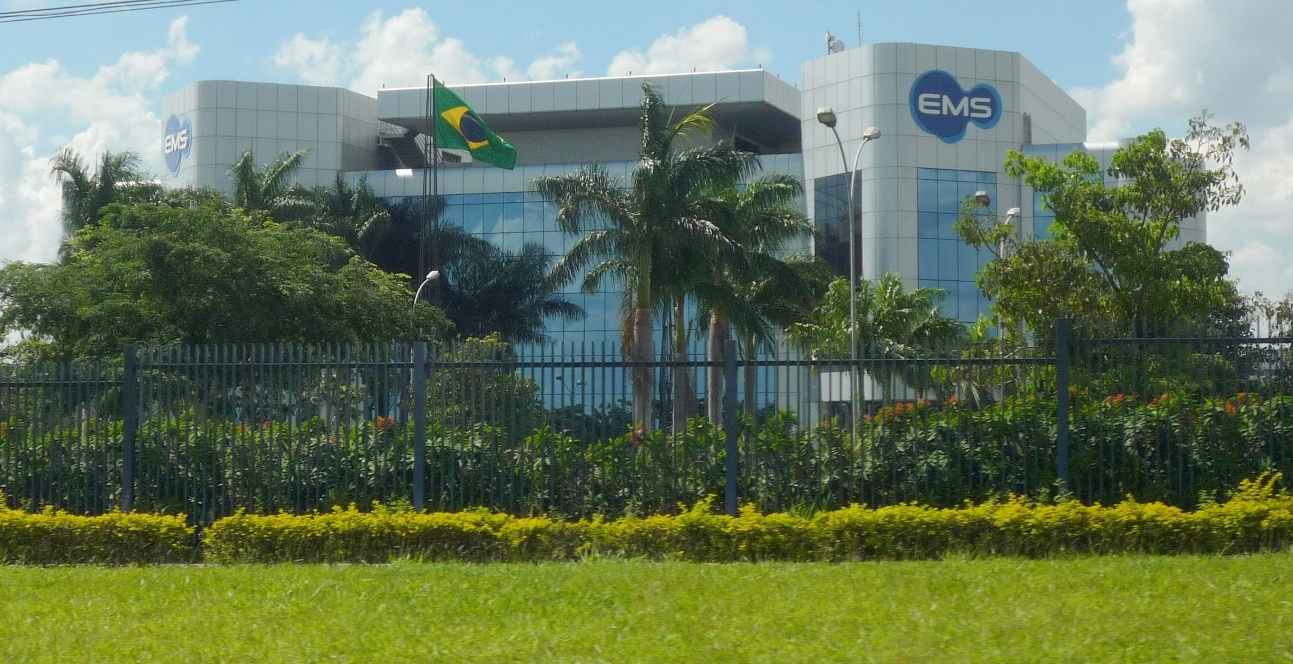
EMS, la plus grande industrie pharmaceutique brésilienne.

La Banque mondiale répertorie chaque année les principaux pays manufacturiers par valeur totale de fabrication. Selon la liste de 2019, le Brésil possède la treizième industrie la plus précieuse au monde (173,6 milliards de dollars), le Venezuela la trentième (58,2 milliards de dollars, cependant, qui dépendent du pétrole pour obtenir cette valeur), l'Argentine la 31e plus grande (57,7 milliards de dollars), la Colombie la 46e plus grande (35,4 milliards de dollars), le Pérou la 50e (28,7 milliards de dollars) et le Chili la 51e plus grande ( 28,3 milliards). Le Brésil possède le troisième plus grand secteur manufacturier des Amériques. Les industries du Brésil vont de l'automobile, de l'acier et de la pétrochimie aux ordinateurs, avions (Embraer), produits alimentaires, pharmaceutiques, chaussures, métallurgie et biens de consommation durables. Dans l'industrie alimentaire, en 2019, le Brésil était le deuxième exportateur d'aliments transformés au monde. En 2016, le pays était le 2e producteur de pâte au monde et le 8e producteur de papier. Dans l'industrie de la chaussure, en 2019, le Brésil se classait au 4e rang des producteurs mondiaux. En 2019, le pays était le 8e producteur de véhicules et le 9e producteur d'acier au monde. En 2018, l'industrie chimique brésilienne était la 8e au monde ; dans l'industrie textile, le Brésil, bien qu'il figurait parmi les 5 plus grands producteurs mondiaux en 2013, est très peu intégré dans le commerce mondial.

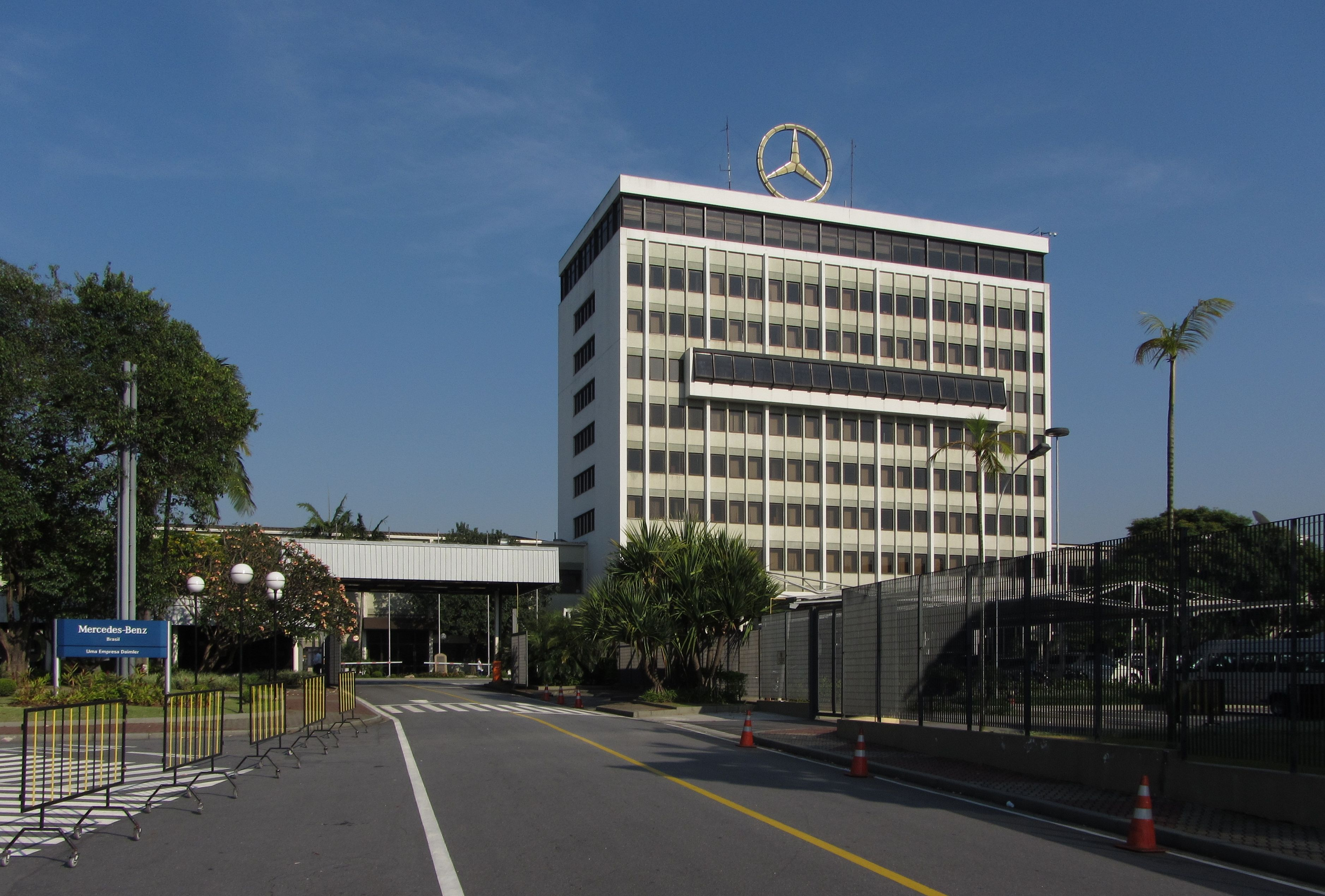
Usine Mercedes-Benz à São Paulo. Le Brésil est l'un des 10 plus grands producteurs de véhicules au monde et l'Argentine est l'un des 30 plus grands.

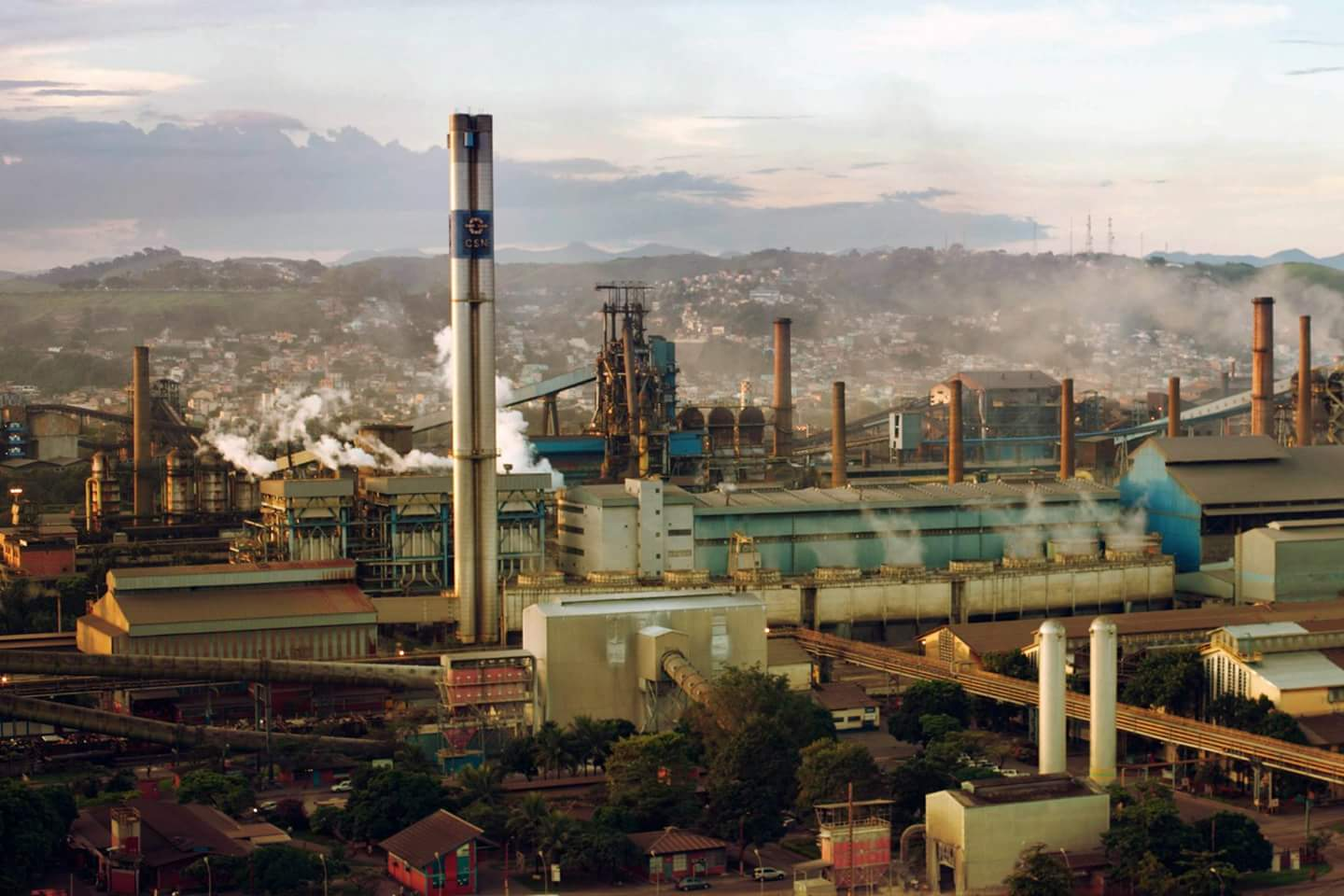
Siderúrgica CSN, dans Volta Redonda. Le Brésil est l'un des 10 plus grands producteurs d'acier au monde et l'Argentine est l'un des 30 plus grands.

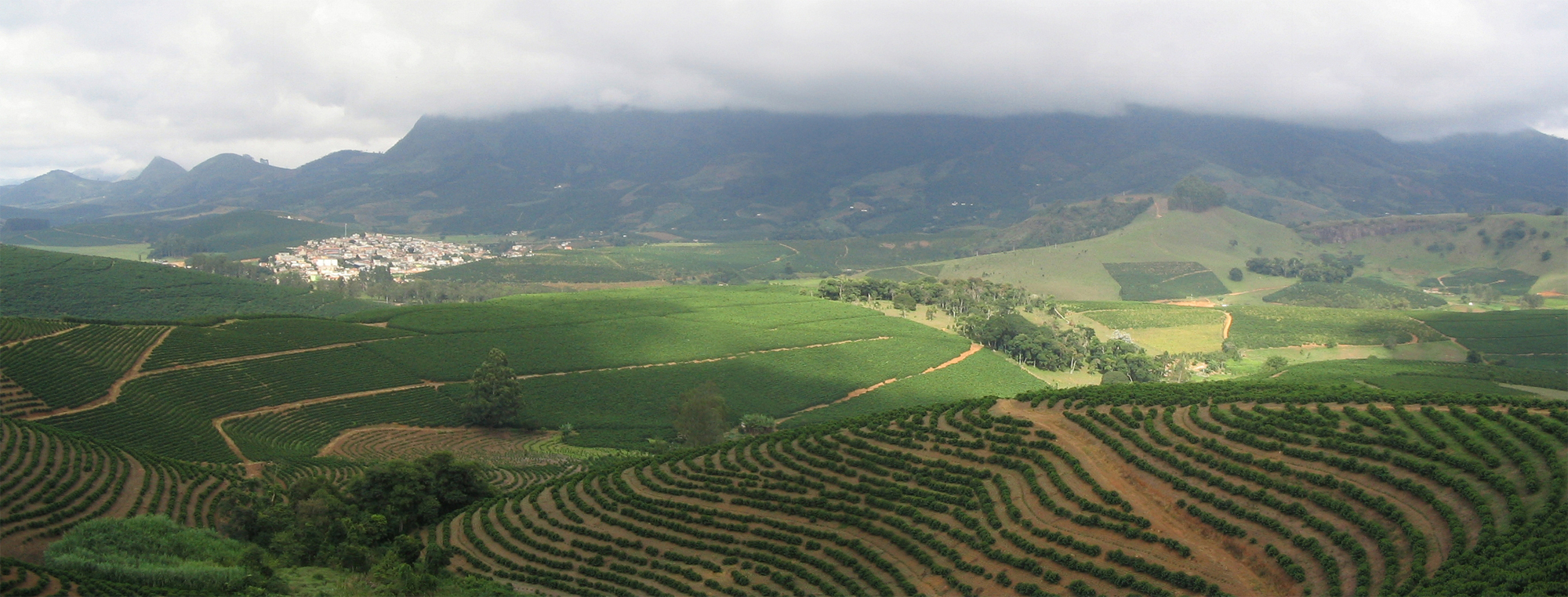
Café à Minas Gerais. En 2018, le Brésil était le premier producteur mondial, avec 3.5 millions de tonnes. L'Amérique du Sud produit la moitié du café mondial.

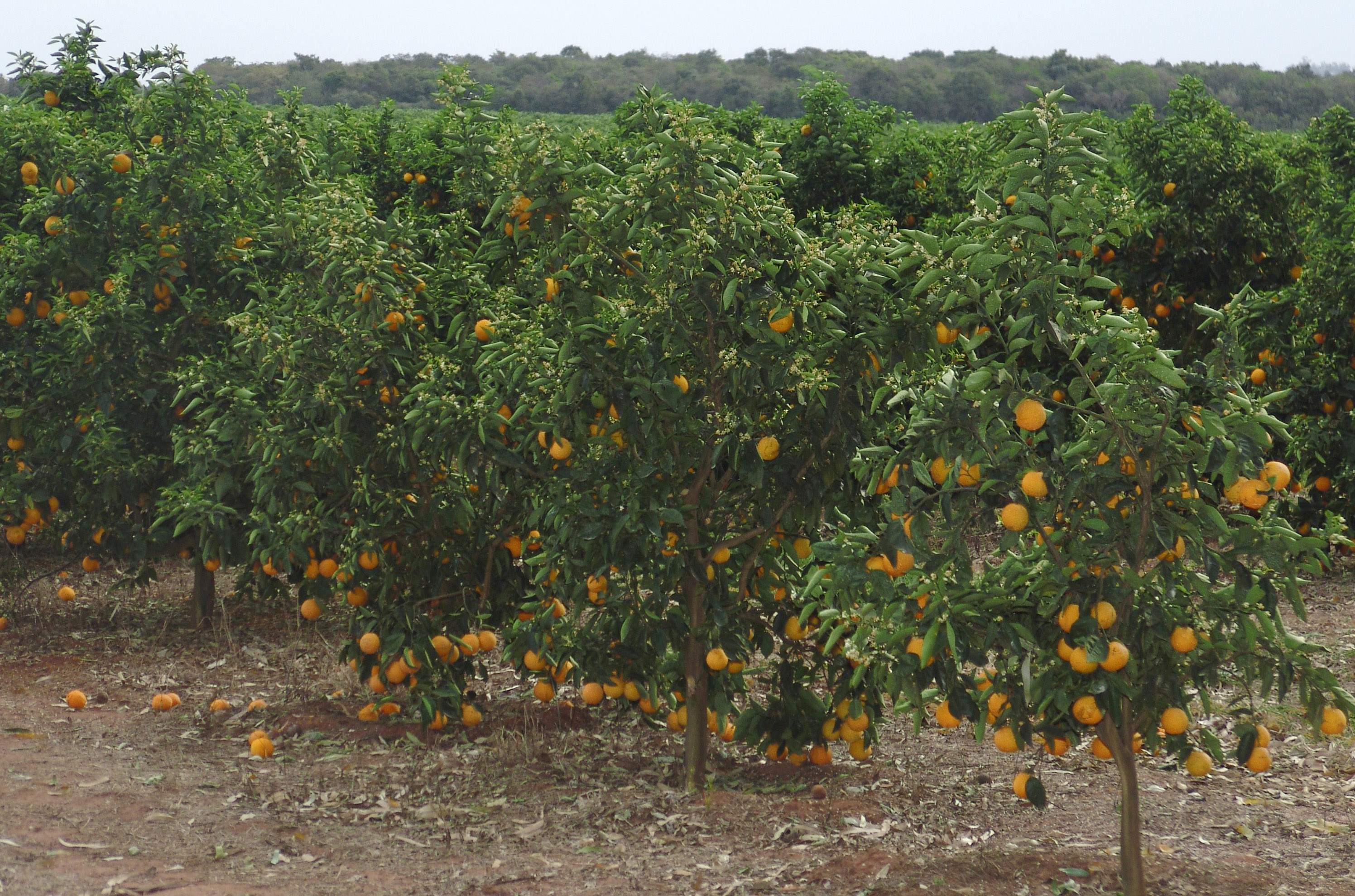
Orange à São Paulo. En 2018, le Brésil était le premier producteur mondial, avec 17 millions de tonnes. L'Amérique du Sud produit 25 % de l'orange mondiale.

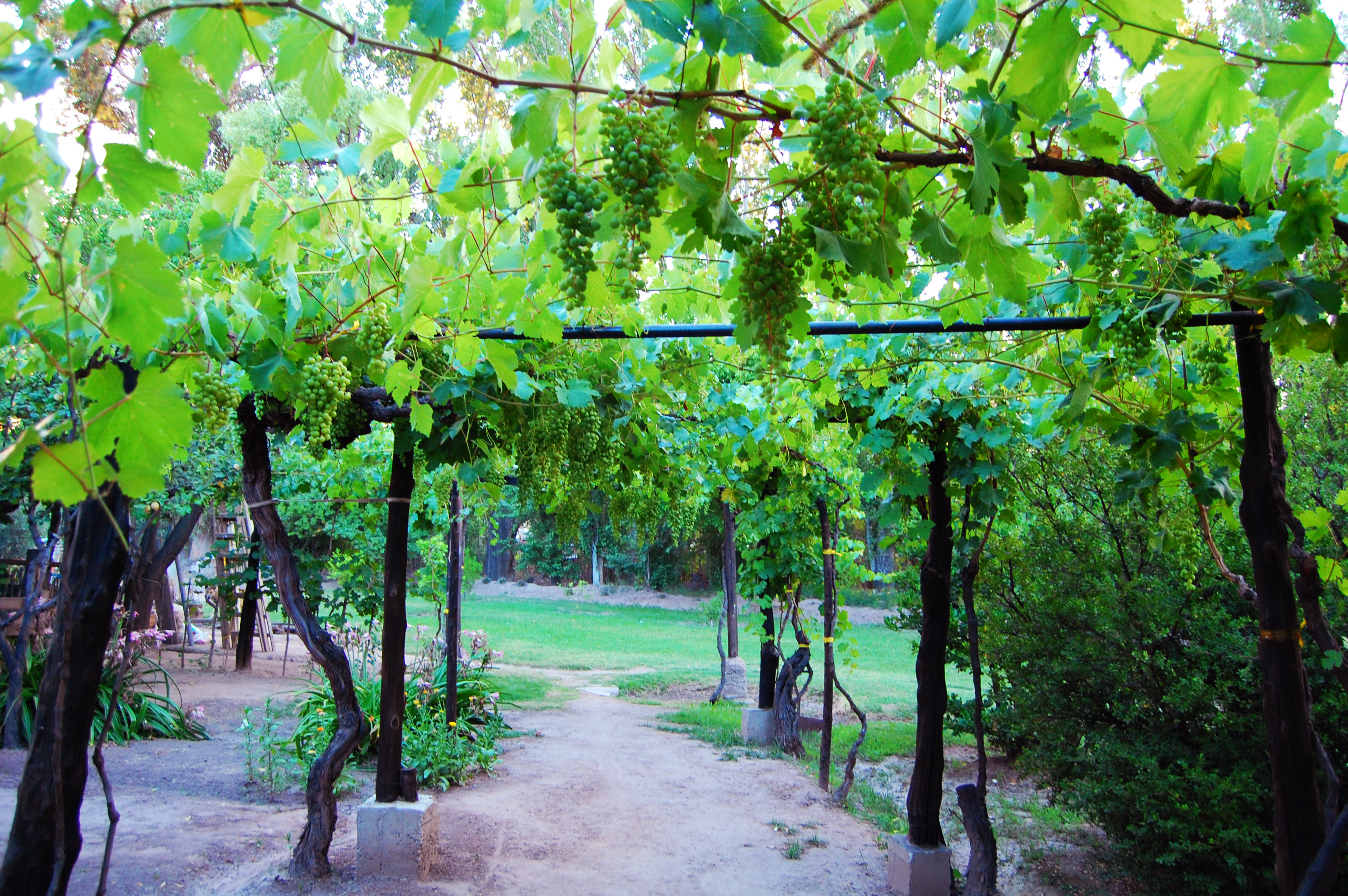
Plantation de raisin en Argentine. L'Argentine et le Chili sont parmi les 10 plus grands producteurs de raisin et de vin au monde, et le Brésil parmi les 20 plus grands.

| Rang mondial | Pays                         | PIB par habitant (USD) |
| ------------ | ---------------------------- | ---------------------- |
|              | Îles Malouines (Royaume-Uni) | 49 129                 |
|              | Guyane (France)              | 18 143                 |
| 54           | Venezuela                    | 11 388                 |
| 58           | Chili                        | 10 117                 |
| 60           | Uruguay                      | 9 654                  |
| 64           | Brésil                       | 8 295                  |
| 65           | Argentine                    | 8 171                  |
| 78           | Suriname                     | 5 504                  |
| 84           | Colombie                     | 4 989                  |
| 89           | Pérou                        | 4 448                  |
| 96           | Équateur                     | 3 928                  |
| 113          | Paraguay                     | 2 601                  |
| 124          | Bolivie                      | 1 656                  |
| 126          | Guyana                       | 1 509                  |

| Rang mondial | Pays                         | PIB (milliards de USD) |
| ------------ | ---------------------------- | ---------------------- |
| 9e           | Brésil                       | 2 013                  |
| 22e          | Argentine                    | 533,7                  |
| 29e          | Colombie                     | 337,2                  |
| 43e          | Chili                        | 193,2                  |
| 50e          | Pérou                        | 167,2                  |
| 51e          | Venezuela                    | 163,5                  |
| 70e          | Équateur                     | 57,0                   |
| 90e          | Uruguay                      | 34,3                   |
| 96e          | Paraguay                     | 28,3                   |
| 101e         | Bolivie                      | 25,6                   |
|              | Guyane (France)              | 4,15                   |
| 157e         | Guyana                       | 3,4                    |
| 162e         | Suriname                     | 2,8                    |
|              | Îles Malouines (Royaume-Uni) | 0,146                  |

| Rang mondial | Pays                         | IDH        |
| ------------ | ---------------------------- | ---------- |
|              | Îles Malouines (Royaume-Uni) | 0,874      |
| 42           | Chili                        | 0,847 (+3) |
| 48           | Argentine                    | 0,830 (+3) |
| 58           | Uruguay                      | 0,808      |
| 79           | Brésil                       | 0,761      |
| 80           | Colombie                     | 0,761      |
| 84           | Pérou                        | 0,759      |
| 86           | Équateur                     | 0,758      |
| 97           | Venezuela                    | 0,726      |
| 100          | Paraguay                     | 0,724      |
| 101          | Suriname                     | 0,724      |
| 114          | Bolivie                      | 0,703      |
| 123          | Guyana                       | 0,670      |

## Galerie

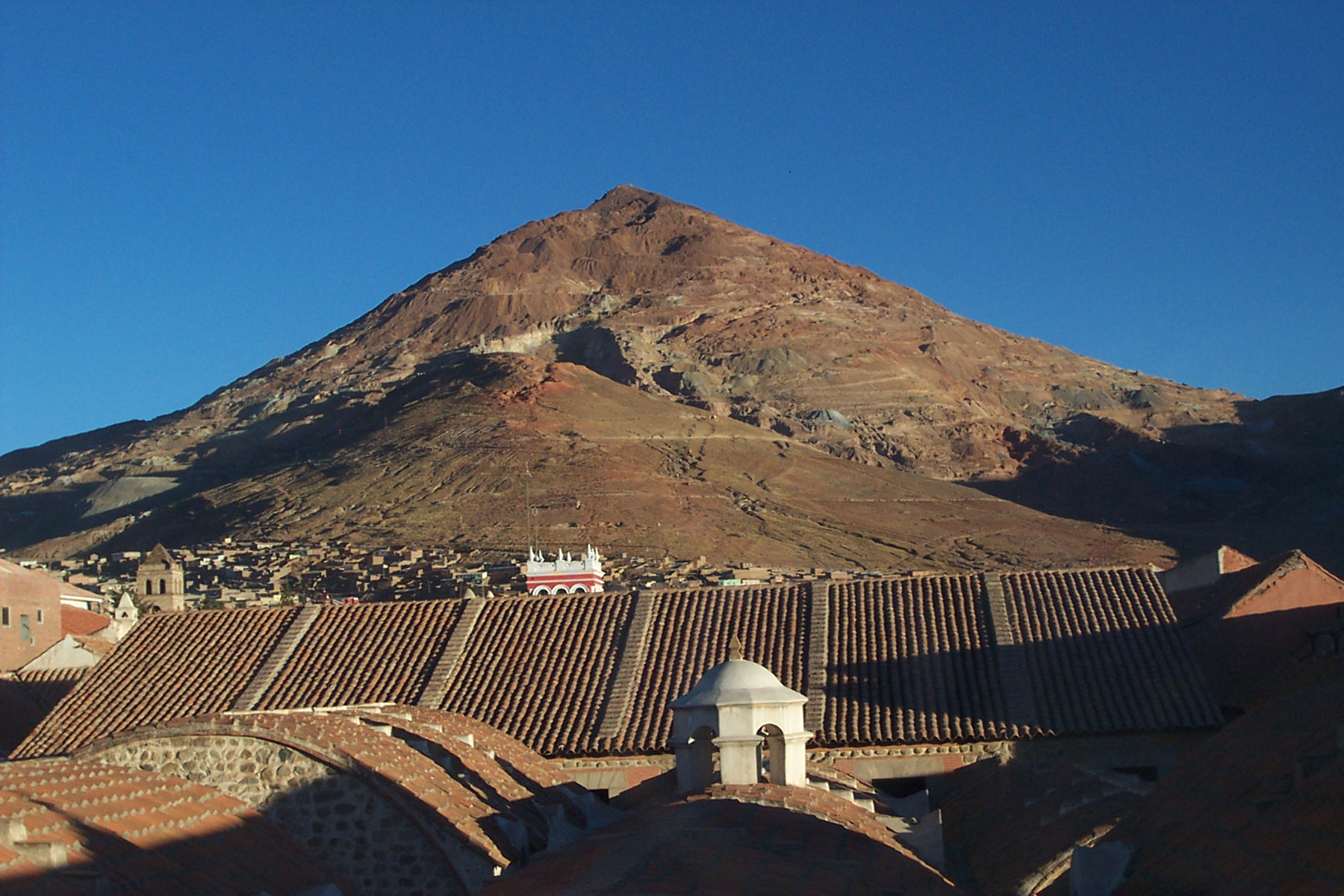
Mine d'argent en Bolivie
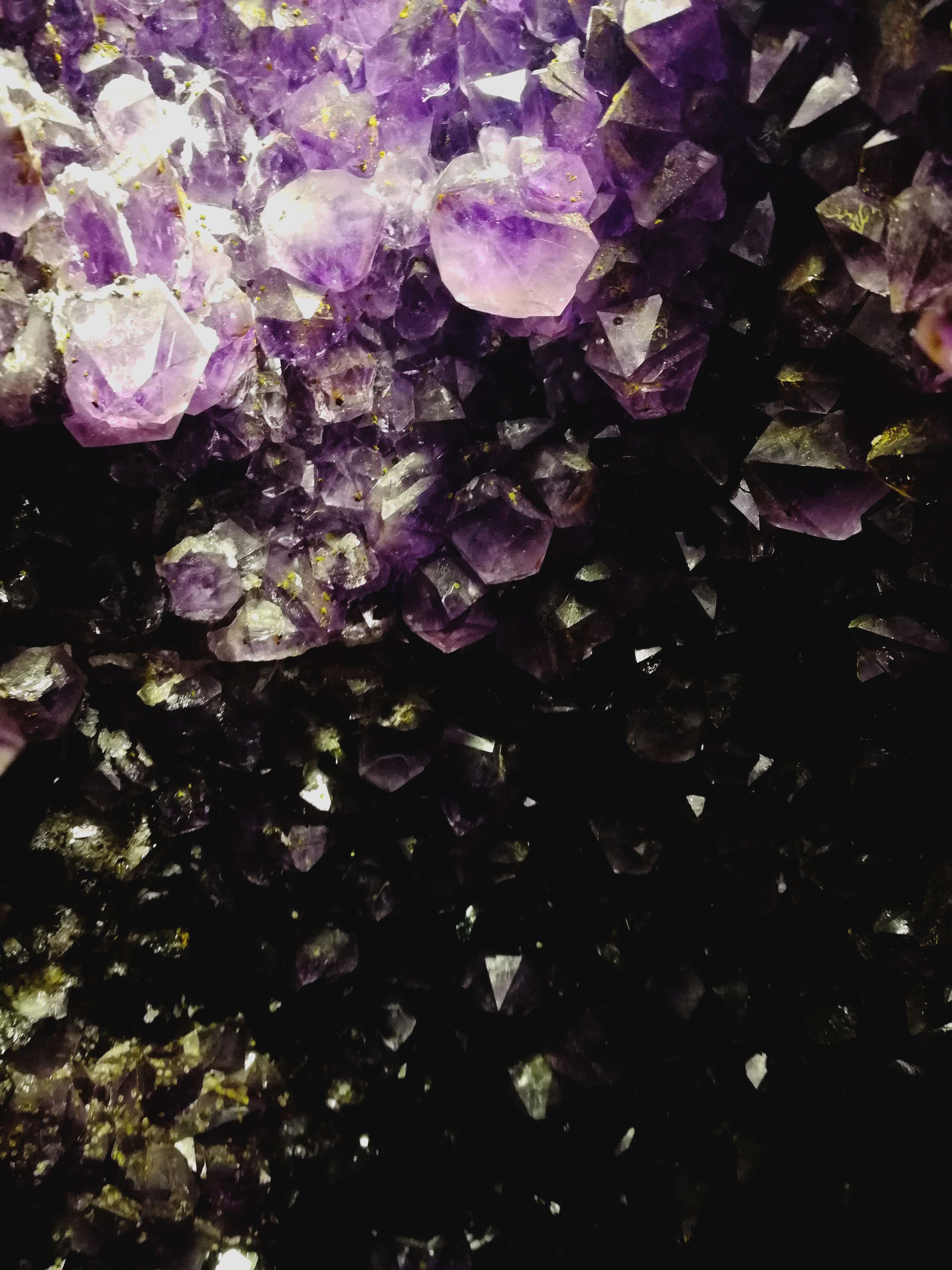
Mine d'améthyste à Ametista do Sul. L'Amérique du Sud est un producteur majeur de pierres précieuses telles que l'améthyste, la topaze, l'émeraude, l'aigue-marine et la tourmaline
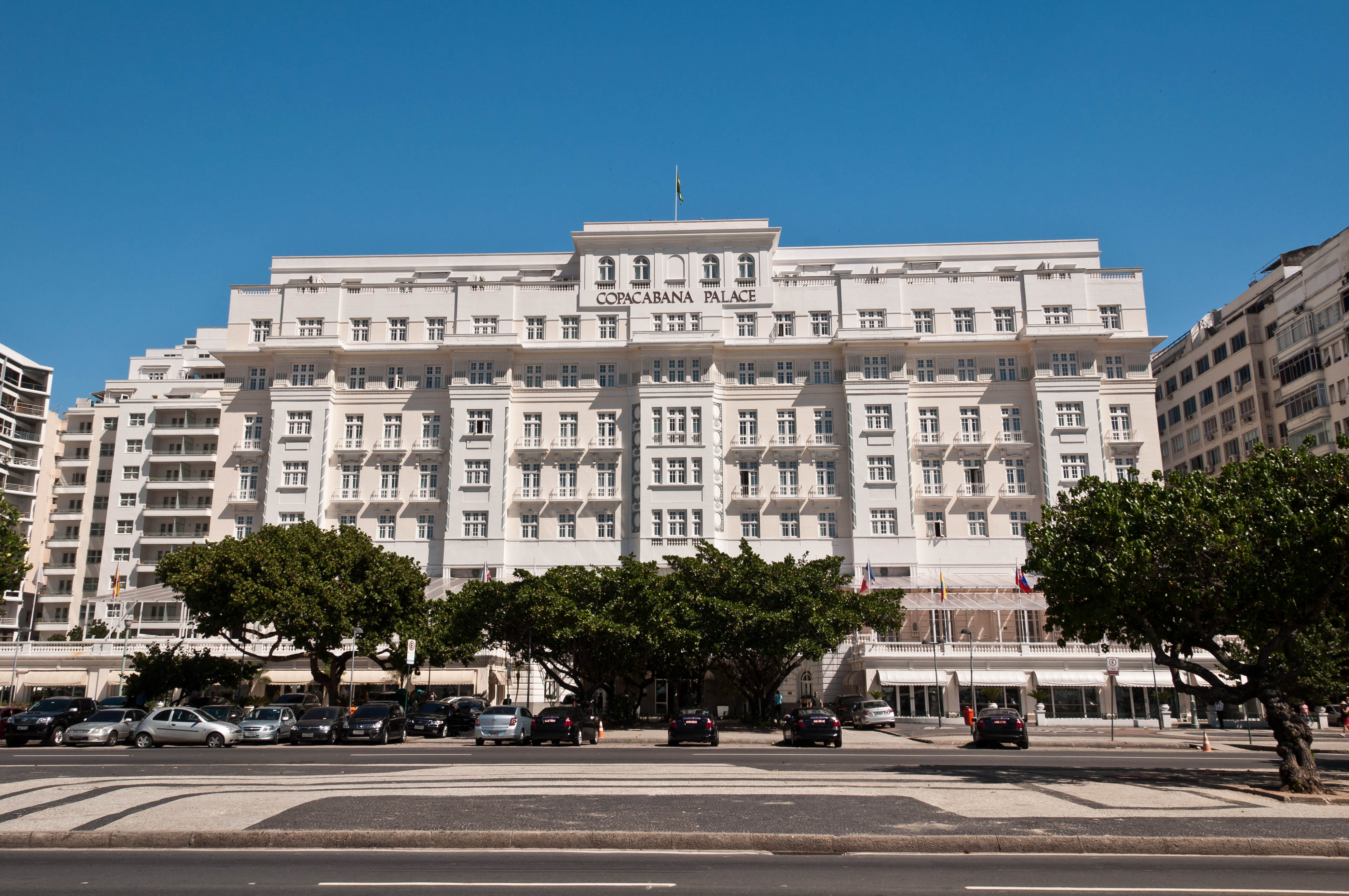
Copacabana Palace, le meilleur hôtel d'Amérique du Sud, à Rio de Janeiro. Le tourisme apporte des devises importantes au continent.
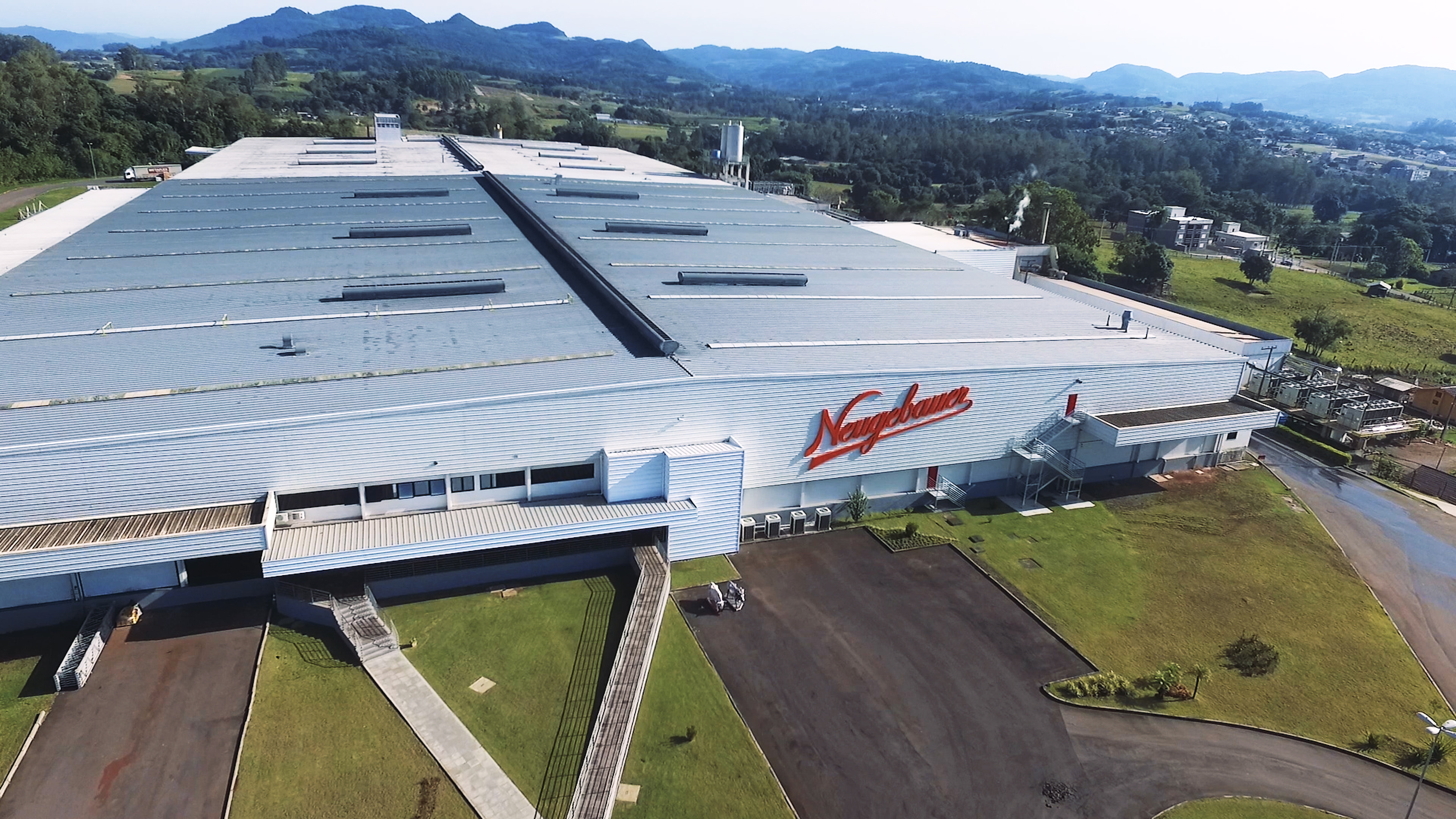
Chocolaterie Neugebauer à Arroio do Meio. L'Amérique du Sud se spécialise dans la transformation des aliments
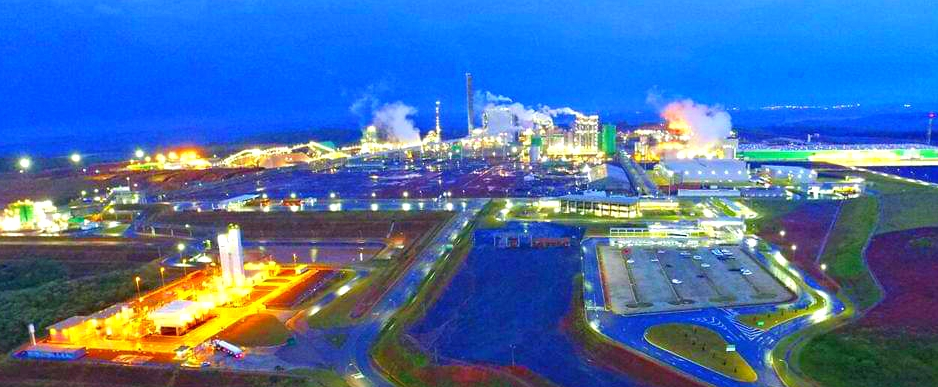
Complexe industriel de Klabin, à Ortigueira. Le Brésil est le deuxième producteur de pâte et le huitième producteur de papier au monde
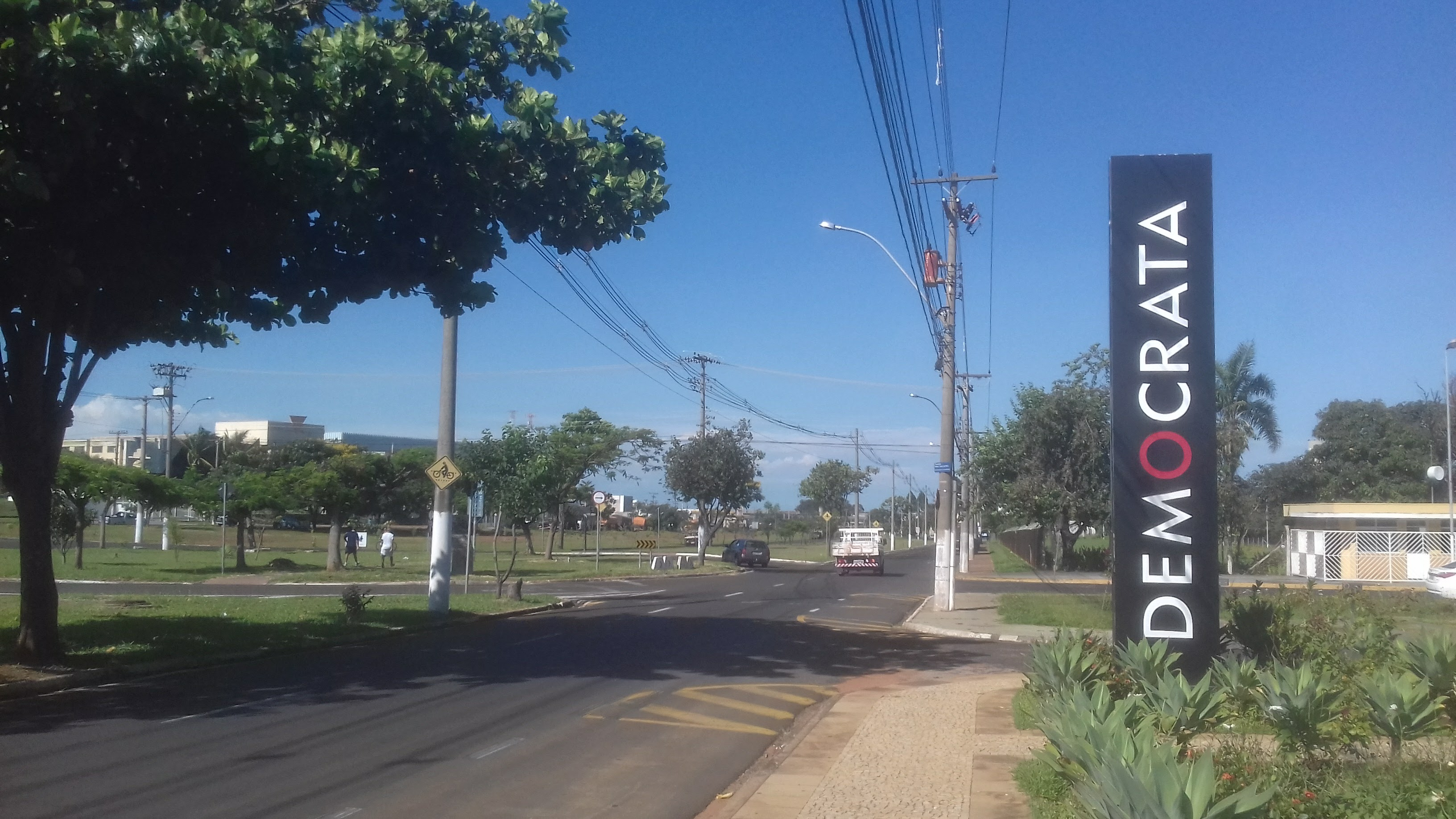
Portique de l'usine de chaussures pour hommes Democrata, à Franca. Le Brésil est le quatrième producteur de chaussures au monde
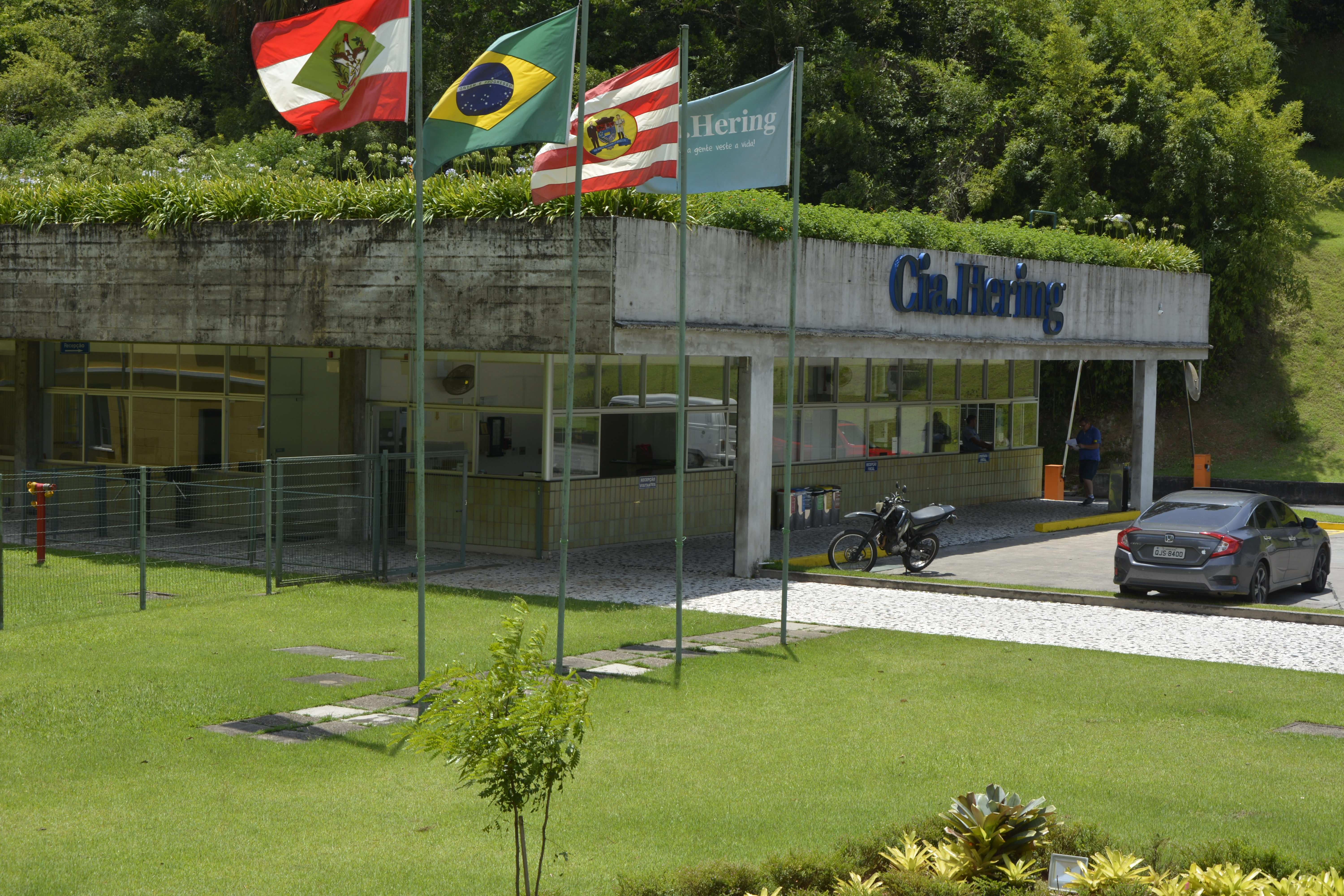
Hering, à Santa Catarina, Brésil. Le pays possède l'une des 5 plus grandes industries textiles au monde
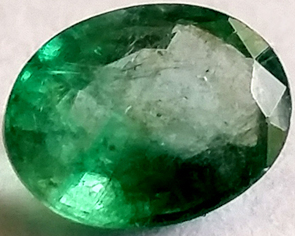
Émeraude colombienne. Le pays est le plus grand producteur d'émeraude au monde et le Brésil est l'un des plus grands producteurs
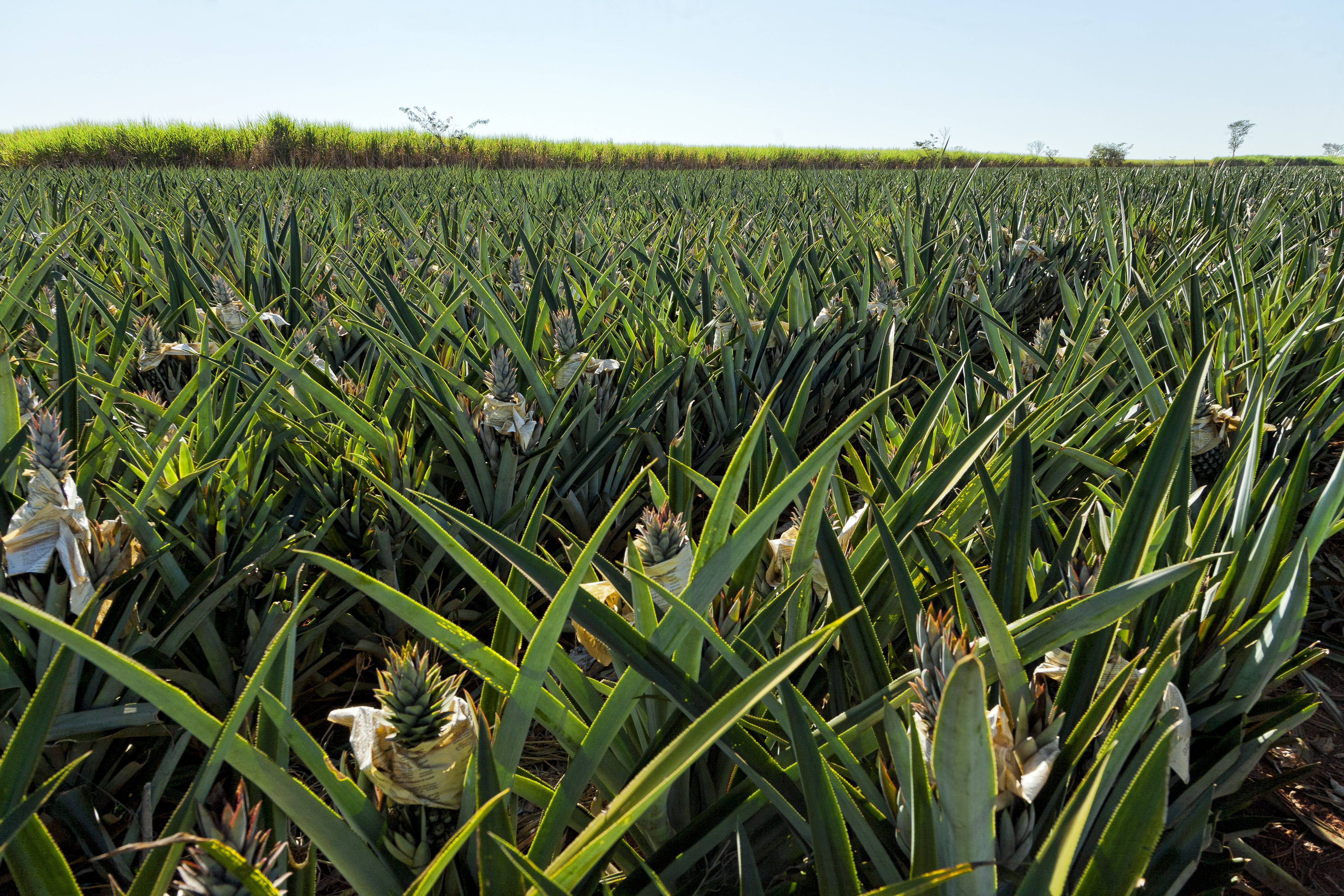
Ananas au Brésil. Le pays est le 3e producteur mondial. L'Amérique du Sud produit près de 20% de l'ananas du monde.
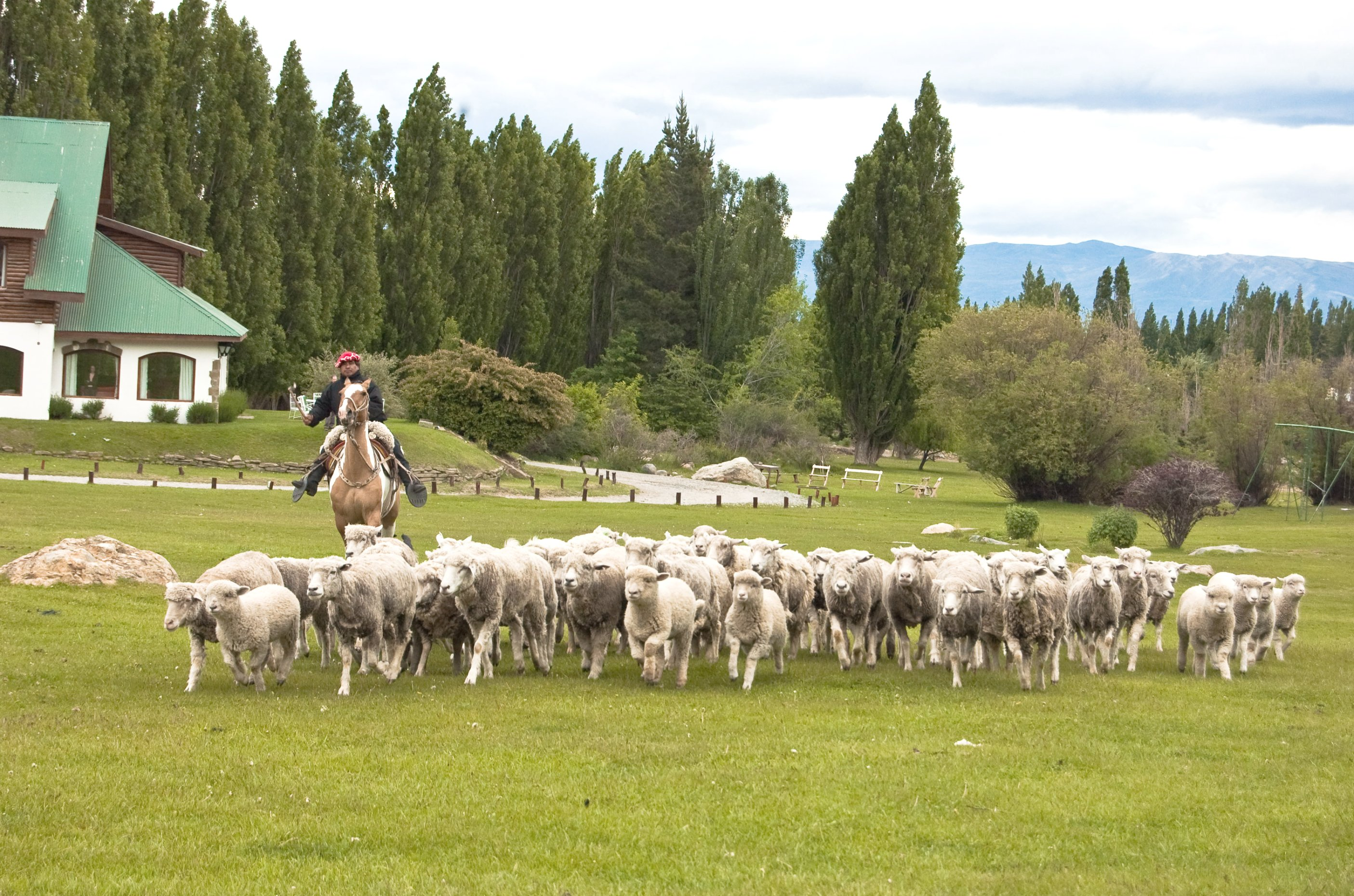
Moutons en Argentine. Le pays est le 11e producteur de laine au monde.
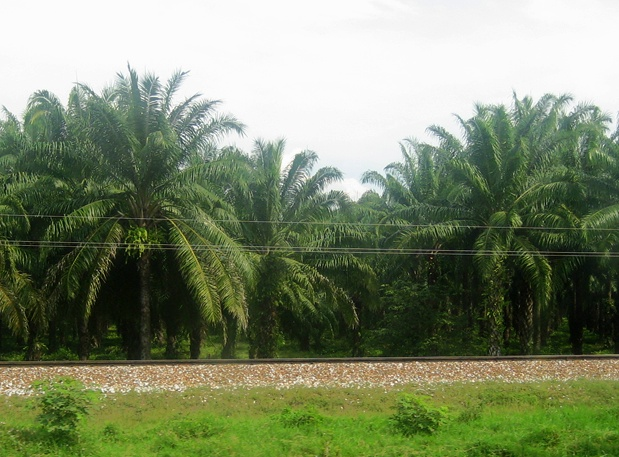
Plantation de palmiers à huile à Magdalena, Colombie. Le pays est l'un des 5 premiers producteurs d'huile de palme au monde.
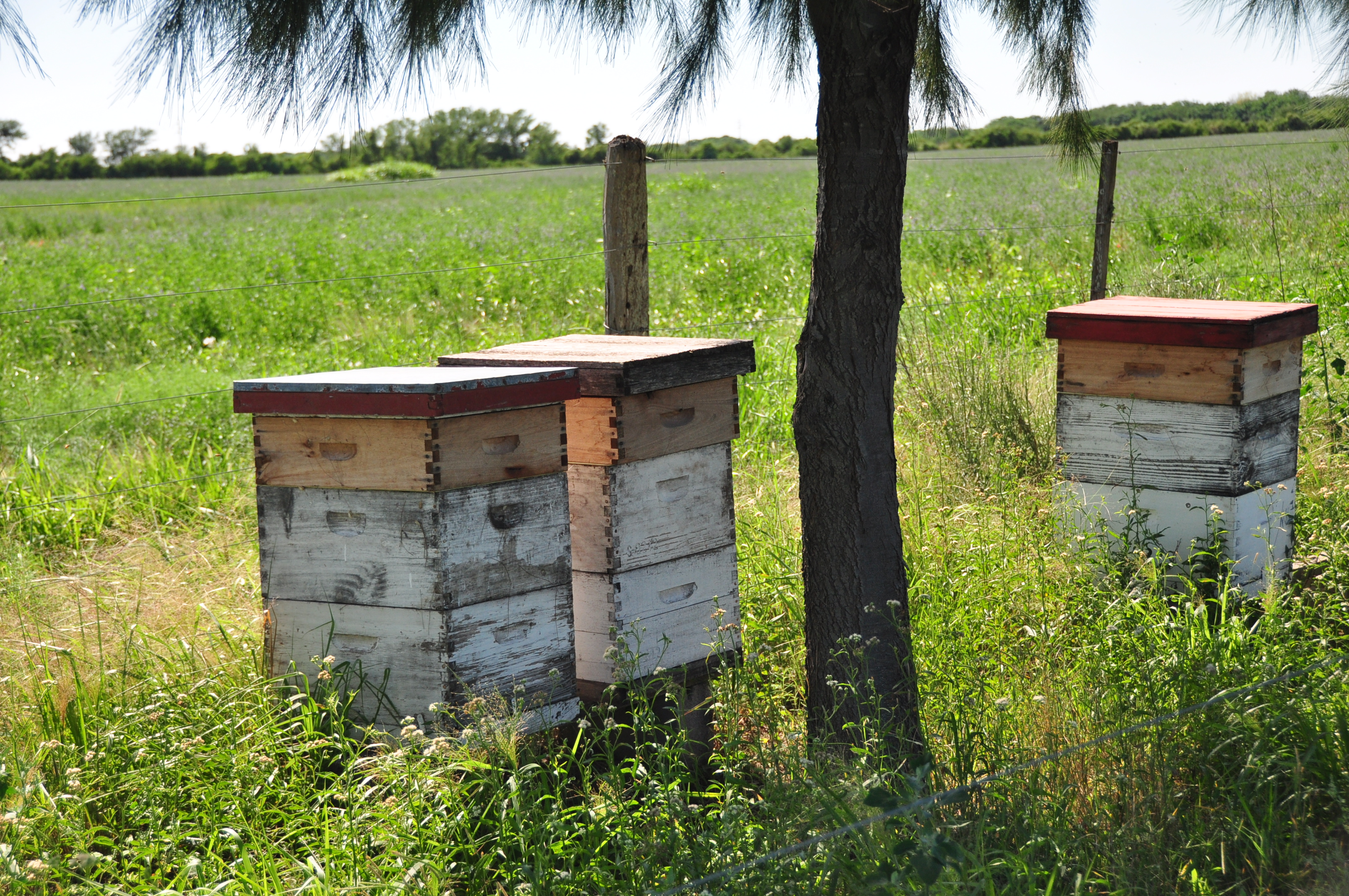
Production de miel en Argentine. Le pays est le troisième producteur de miel au monde.
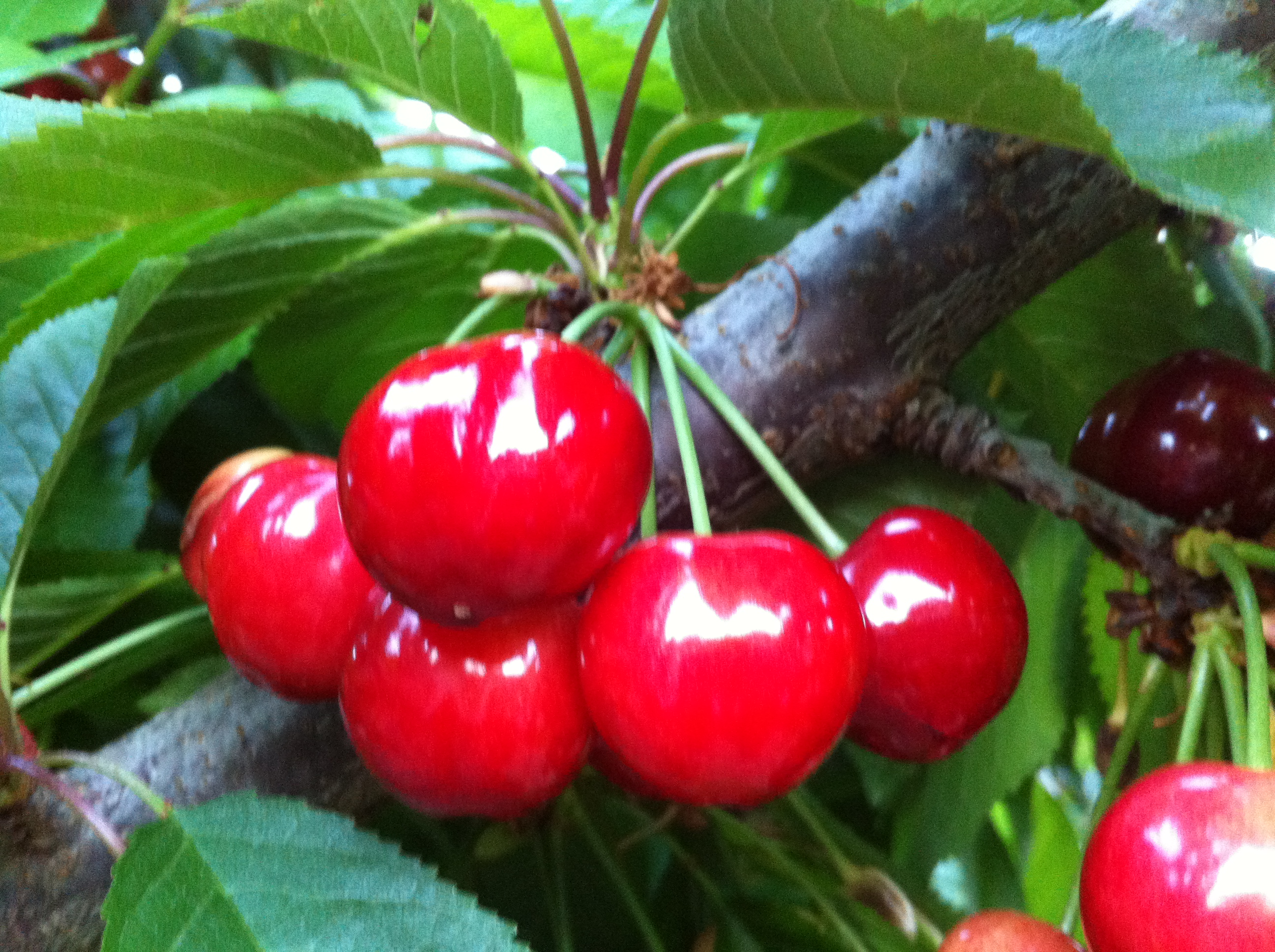
Cerises chiliennes. Le Chili est l'un des 5 premiers producteurs de cerises douces au monde.
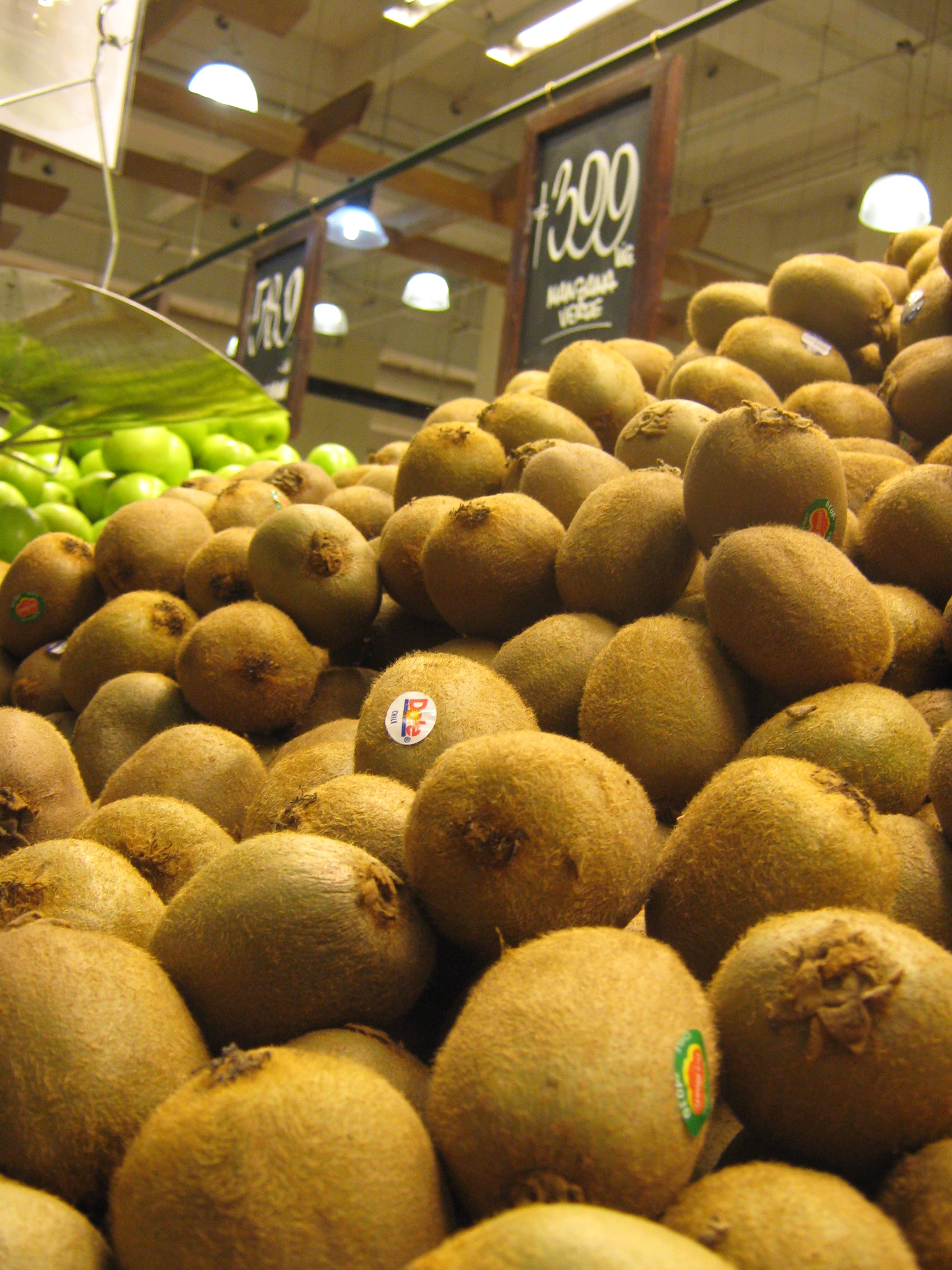
Kiwi du Chili. Le pays est l'un des 10 plus grands producteurs de kiwi au monde.
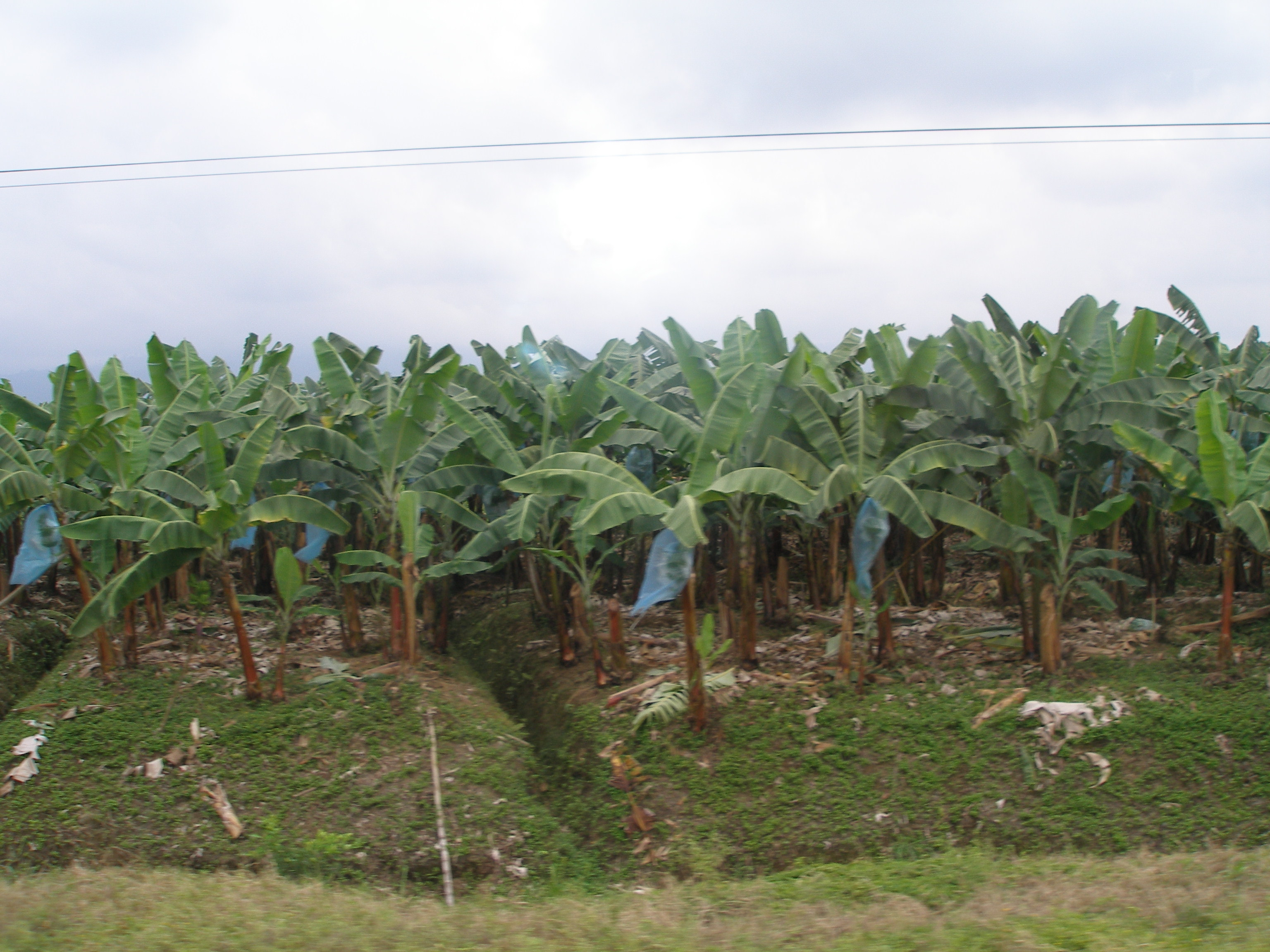
Banane en Équateur. Le pays est le premier exportateur mondial de bananes. L'Amérique du Sud produit près de 20% de la banane mondiale.

## Tourisme

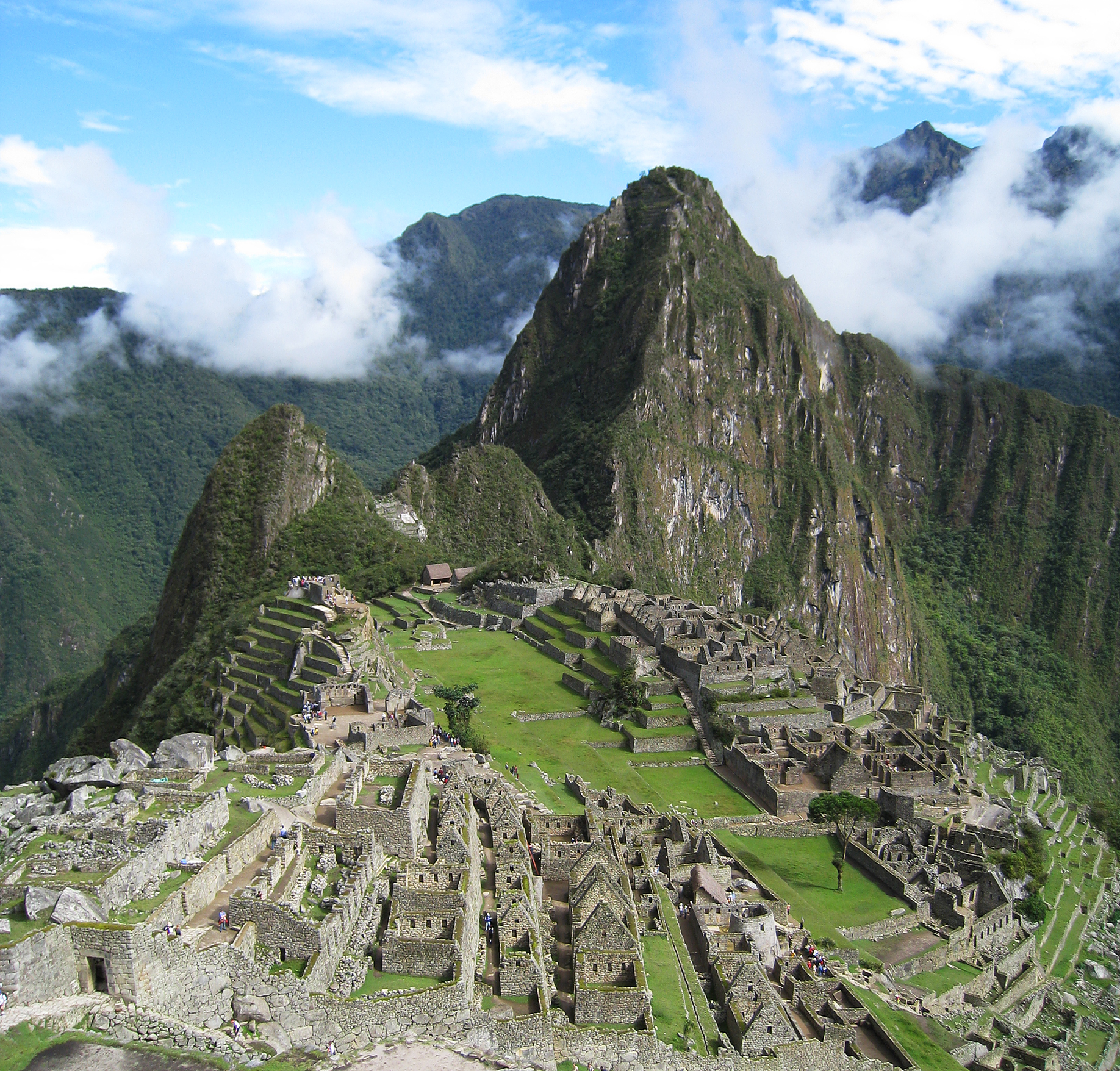
Machu Picchu, Pérou.

Dans la liste des destinations touristiques mondiales, en 2018, l'Argentine était le 47e pays le plus visité au monde, avec 6,9 millions de touristes internationaux (et des revenus de 5,5 milliards de dollars) ; le Brésil était le 48e pays le plus visité avec 6,6 millions de touristes (et des revenus de 5,9 milliards de dollars) ; le Chili le 53e pays avec 5,7 millions de touristes (et un revenu de 2,9 milliards de dollars) ; le Pérou en 60e position avec 4,4 millions de touristes (et un revenu de 3,9 milliards de dollars) ; la Colombie 65e avec 3,8 millions de touristes (et des revenus de 5,5 milliards de dollars) ; l'Uruguay 69e avec 3,4 millions de touristes (et un revenu de 2,3 milliards de dollars). Le nombre de touristes ne reflète pas toujours le montant monétaire que le pays tire du tourisme. Certains pays pratiquent un tourisme de niveau supérieur, obtenant plus d'avantages.

## Infrastructure

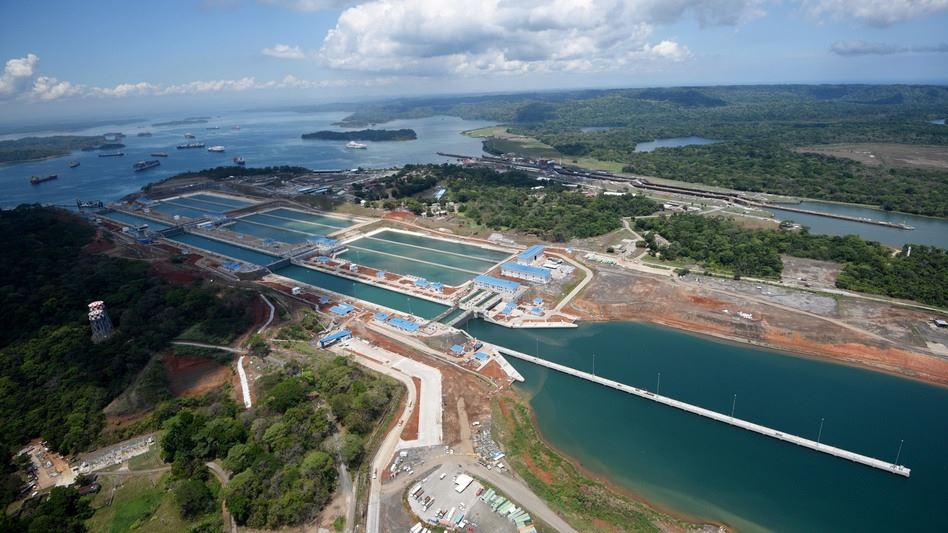
Projet d'expansion du canal de Panama ; nouvelles écluses `` Agua Clara (côté Atlantique).

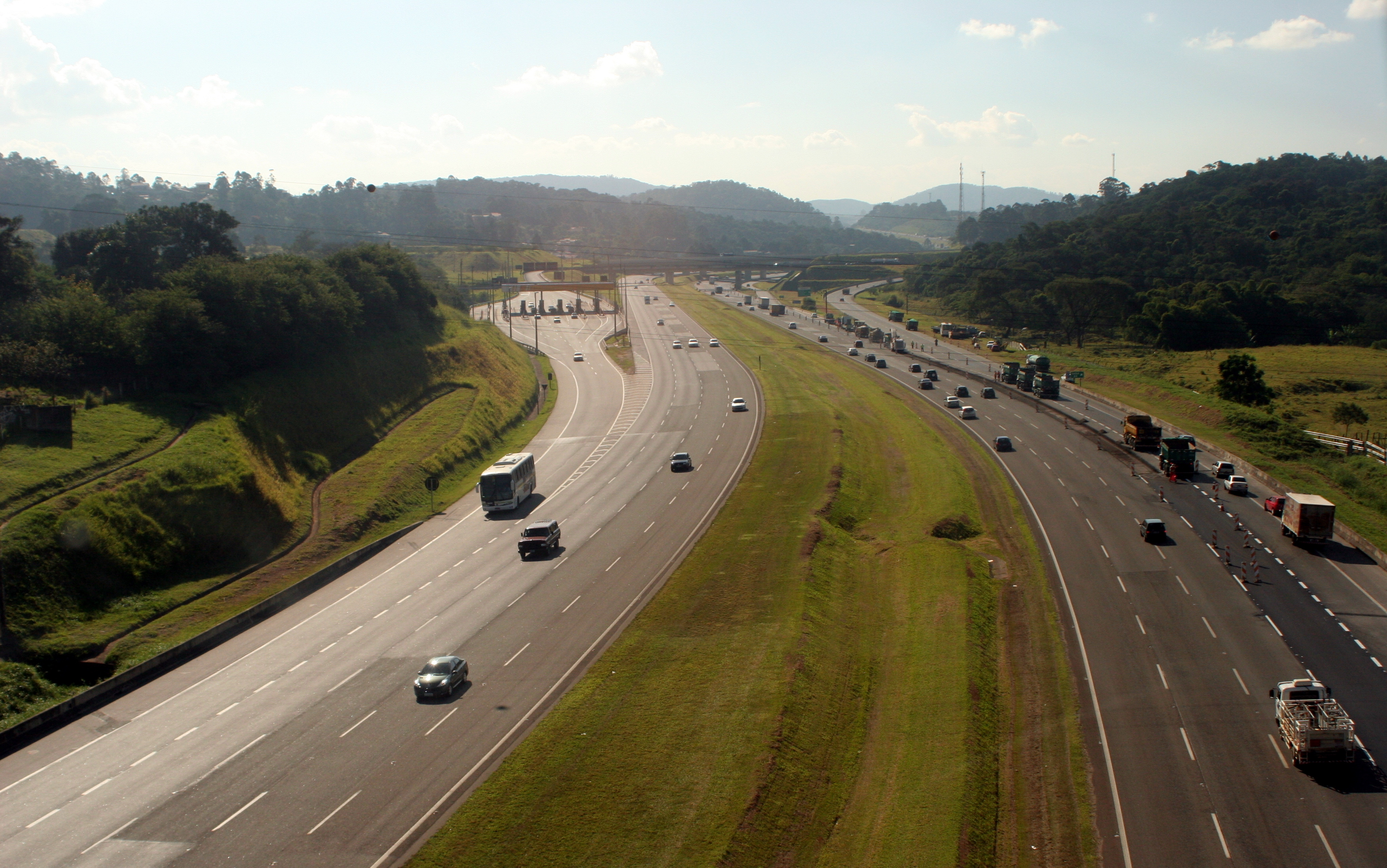
Rodovia dos Bandeirantes, Brésil.

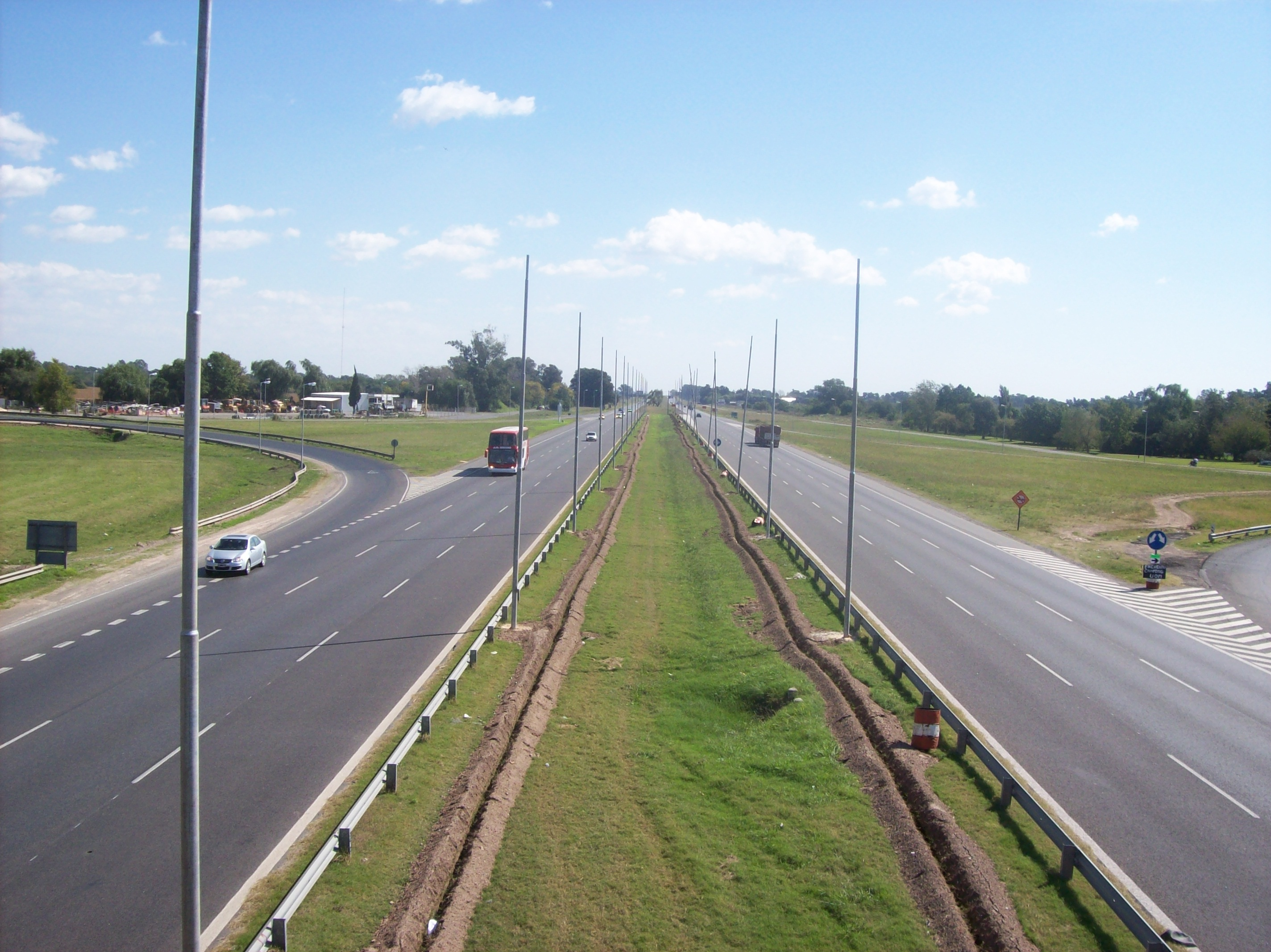
Ruta 9 / 14, à Zarate, Argentine.

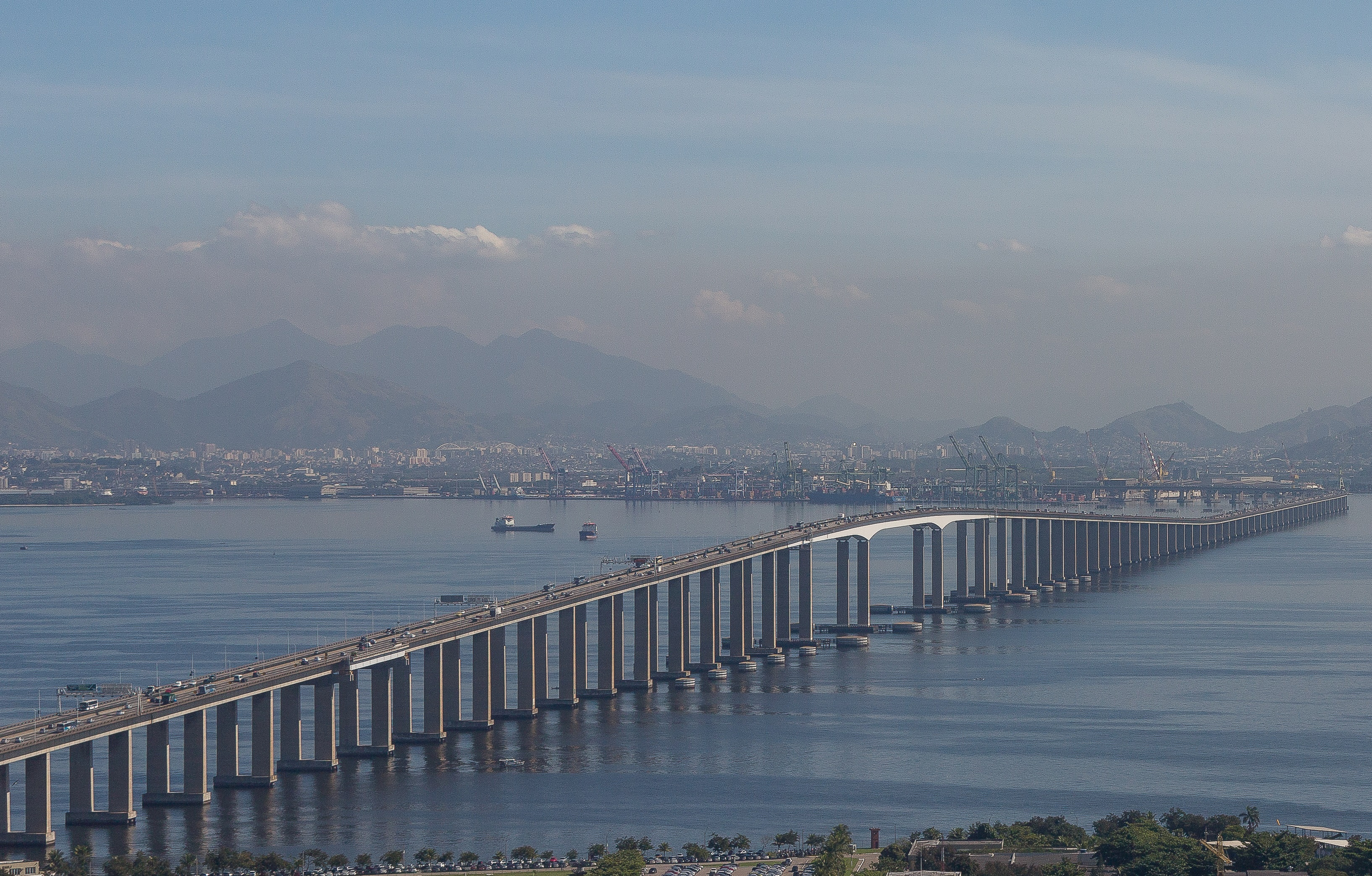
Pont Rio-Niterói.

Le transport en Amérique du Sud se fait essentiellement en utilisant le mode routier, le plus développé de la région. Il existe également une infrastructure considérable de ports et aéroports. Le secteur ferroviaire et fluvial, bien qu'il ait du potentiel, est généralement traité de manière secondaire.
Le Brésil compte plus de 1,7 million de km de routes, dont 215 000 km sont revêtus, et environ 14 000 km de voies rapides. Les deux autoroutes les plus importantes du pays sont la BR-101 et la BR-116. L'Argentine compte plus de 600 000 km de routes, dont environ 70 000 km sont revêtus et environ 2 500 km sont des voies rapides. Les trois autoroutes les plus importantes du pays sont la Route 9, la Route 7 et la Route 14. La Colombie compte environ 210 000 km de routes et environ 2 300 km sont des voies rapides. Le Chili compte environ 82 000 km de routes, dont 20 000 km revêtus, et environ 2 000 km sont des voies rapides. L'autoroute la plus importante du pays est la Chili Route 5 (Route panaméricaine) Ces 4 pays sont ceux qui ont la meilleure infrastructure routière et le plus grand nombre d'autoroutes à double voie.
En raison de la Cordillère des Andes, de l'Amazone et de la forêt amazonienne, il y a toujours eu des difficultés à mettre en place des autoroutes transcontinentales ou biocéaniques. Pratiquement, la seule route qui existait était celle qui reliait le Brésil à Buenos Aires, en Argentine et plus tard à Santiago, au Chili. Cependant, ces dernières années, grâce à l'effort combiné des pays, de nouvelles routes ont commencé à émerger, comme le Brésil-Pérou (Pacific Highway) et une nouvelle autoroute entre le Brésil, le Paraguay, le nord de l'Argentine et le nord du Chili (Corridor biocéanique).

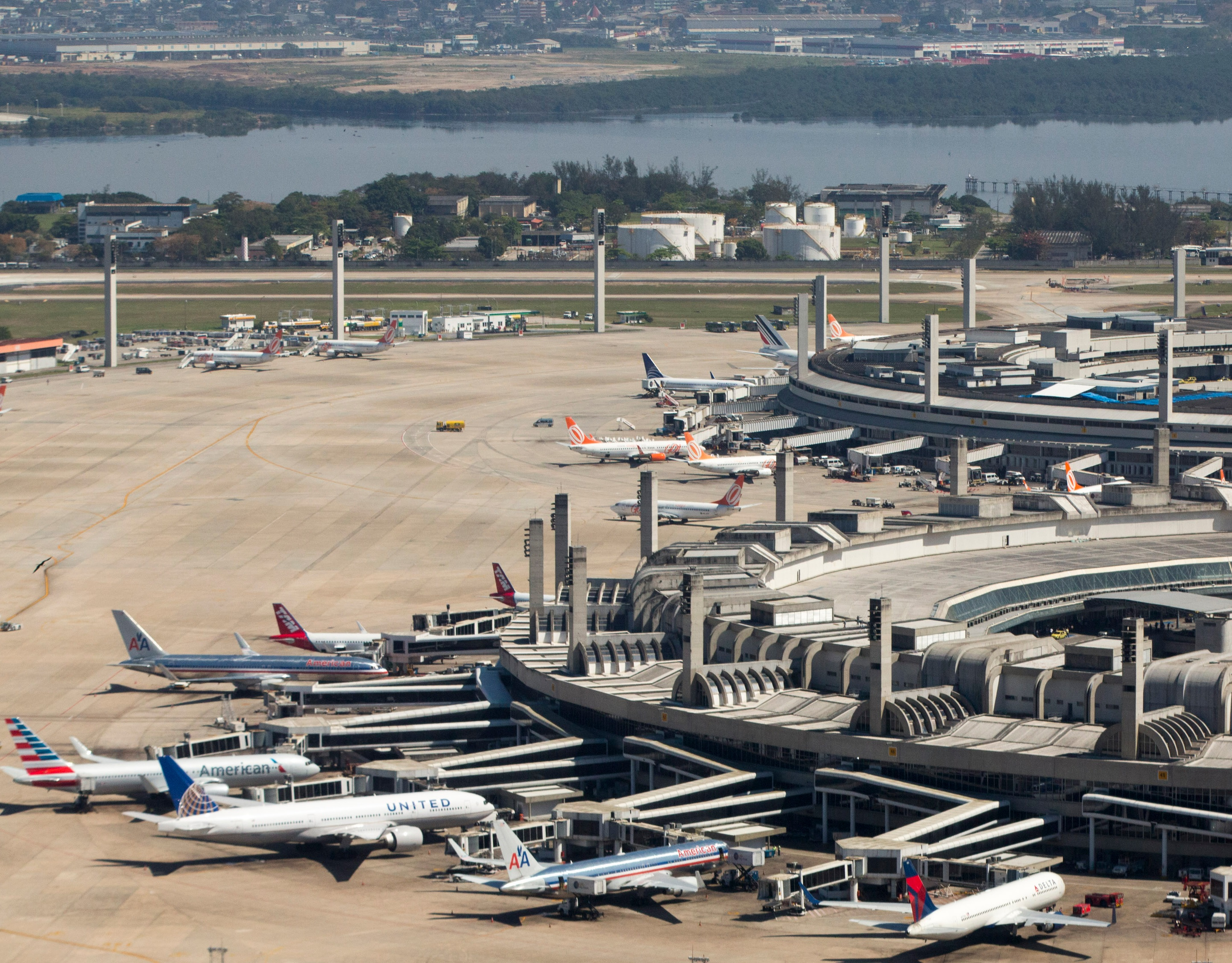
Aéroport international de Rio de Janeiro.

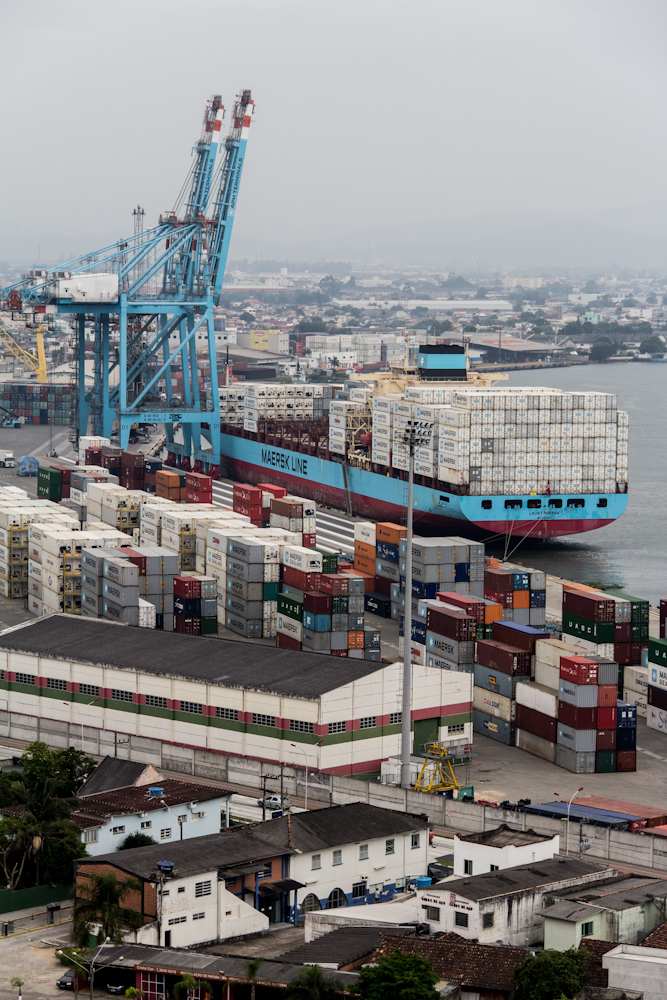
Port d'Itajaí, Santa Catarina, Brésil.

Il y a plus de 2 000 aéroports au Brésil. Le pays possède le deuxième plus grand nombre d'aéroports au monde, derrière les États-Unis seulement. L'aéroport international de São Paulo, situé dans la région métropolitaine de São Paulo, est le plus grand et le plus fréquenté du pays - l'aéroport relie São Paulo à pratiquement toutes les grandes villes du monde. Le Brésil compte 44 aéroports internationaux, tels que ceux de Rio de Janeiro, Brasília, Belo Horizonte/Confins, Porto Alegre, Florianópolis, Cuiabá (en), Salvador, Recife, Fortaleza, Belém et Manaus, entre autres. L'Argentine possède d'importants aéroports internationaux tels que Buenos Aires, Córdoba, Bariloche (en), Mendoza, Salta, Puerto Iguazú, Neuquén (en) et Ushuaïa, entre autres. Le Chili possède d'importants aéroports internationaux tels que Santiago, Antofagasta, Puerto Montt, Punta Arenas et Iquique, entre autres. La Colombie possède d'importants aéroports internationaux tels que Bogotá, Medellín, Carthagène, Cali et Barranquilla, entre autres. Le Pérou possède d'importants aéroports internationaux tels que Lima, Cuzco et Arequipa. Les autres aéroports importants sont ceux des capitales de l'Uruguay (Montevideo), du Paraguay (Asunción), Bolivie (La Paz) et Équateur (Quito). Les 10 aéroports les plus fréquentés d'Amérique du Sud en 2017 étaient : São Paulo-Guarulhos (Brésil), Bogotá (Colombie), São Paulo-Congonhas (Brésil), Santiago (Chili), Lima (Pérou), Brasília (Brésil), Rio de Janeiro. (Brésil), Buenos Aires-Aeroparque (Argentine), Buenos Aires-Ezeiza (Argentine) et Minas Gerais (Brésil).
À propos de ports, le Brésil possède certains des ports les plus fréquentés d'Amérique du Sud, tels que port de Santos, celui de Rio de Janeiro, de Paranaguá, d'Itajaí, de Rio Grande, de São Francisco do Sul et de Suape. L'Argentine a des ports tels que ceux de Buenos Aires (en) et de Rosario. Le Chili possède d'importants ports à Valparaíso, Caldera, Mejillones, Antofagasta, Iquique, Arica et Puerto Montt. La Colombie possède des ports importants tels que Buenaventura, Cartagena Container Terminal (en) et Puerto Bolivar (en). Le Pérou possède des ports importants à Callao, Ilo et Matarani. Les 15 ports les plus actifs d'Amérique du Sud sont : Santos (Brésil), Bahía de Cartagena (Colombie), Callao (Pérou), Guayaquil (Équateur), Buenos Aires (Argentine), San Antonio (Chili), Buenaventura (Colombie), Itajaí (Brésil), Valparaíso (Chili), Montevideo (Uruguay), Paranaguá (Brésil), Rio Grande (Brésil), São Francisco do Sul (Brésil), Manaus (Brésil) et Coronel (Chili).
Le réseau ferroviaire brésilien a une extension d'environ 30 000 kilomètres. Il est essentiellement utilisé pour transporter des minerais. Le rail argentin, avec 47 000 km de voies, était l'un des plus importants au monde et continue d'être le plus étendu d'Amérique latine. Il en est venu à disposer d'environ 100 000 km de rails, mais le soulèvement des voies et l'accent mis sur le transport automobile l'ont progressivement réduit. Il a quatre sentiers différents et des connexions internationales avec le Paraguay, la Bolivie, le Chili, le Brésil et l'Uruguay. Le Chili compte près de 7 000 km de voies ferrées, avec des liaisons vers l'Argentine, la Bolivie et le Pérou. La Colombie ne compte qu'environ 3 500 km de voies ferrées.
Parmi les principales voies navigables brésiliennes, deux se distinguent : Hidrovia Paraná-Tietê (qui a une longueur de 2 400 km, 1 600 sur le fleuve Paraná et 800 km sur le fleuve Tietê, drainant la production agricole des États du Mato Grosso, du Mato Grosso do Sul, de Goiás et d'une partie de Rondônia, Tocantins et Minas General) et Hidrovia do Solimões-Amazonas (pt) (il comporte deux tronçons : Solimões, qui s'étend de Tabatinga à Manaus, avec environ 1 600 km, et Amazonas, qui s'étend de Manaus à Belém, avec 1 650 km. Le transport quasi-intégral de passagers depuis la plaine amazonienne se fait par cette voie fluviale, en plus de pratiquement tout le transport de marchandises qui est dirigé vers les grands centres régionaux de Belém et Manaus). Au Brésil, ce transport est encore sous-utilisé : les tronçons fluviaux les plus importants, d'un point de vue économique, se trouvent dans le sud-est et le sud du pays. Sa pleine utilisation dépend toujours de la construction d'écluses, de grands travaux de dragage et, principalement, de ports permettant une intégration intermodale. En Argentine, le réseau de voies navigables est composé des fleuves La Plata, Paraná, Paraguay et Uruguay. Les principaux ports fluviaux sont Zárate et Campana. Le port de Buenos Aires est historiquement le premier en importance individuelle, mais la zone connue sous le nom de Up-River, qui s'étend le long de 67 km de la partie Santa Fé du fleuve Paraná, rassemble 17 ports qui concentrent 50 % des exportations totales du pays.

## Langues
Les langues les plus utilisées en Amérique du Sud sont l'espagnol et le portugais, qui est la langue officielle du Brésil. L'Amérique du Sud présente un très grand nombre de langues minoritaires : on dénombre près de 600 langues qui appartiennent à 118 familles linguistiques. Par exemple, les 32 langues de Bolivie sont de 15 familles différentes, y compris 6 isolats. Les 68 langues de Colombie appartiennent à 13 familles différentes, dont 10 sont des isolats. Toutefois, le contraste est marqué entre les « grandes » langues (andines et guarani) et les petites langues amazoniennes.

### Langues européennes
Les cinq langues d'origine coloniale de l'Amérique du Sud sont le portugais, l'espagnol, l'anglais, le néerlandais et le français.
|             | Langue      | Nombre de locuteurs |
| ----------- | ----------- | ------------------- |
| Portugal    | Portugais   | 211 908 598         |
| Espagne     | Espagnol    | 191 225 429         |
| Royaume-Uni | Anglais     | 800 000             |
| Pays-Bas    | Néerlandais | 510 000             |
| France      | Français    | 230 000             |

### Langues autochtones
La population amérindienne, chiffrée par millions, a été progressivement refoulée vers l'intérieur du continent. Paradoxalement, l'importance de cette population locutrice ne garantit en rien la pérennité des langues amérindiennes, qui sont pour la plupart menacées d'extinction.
On distingue habituellement les langues d'Amérique du Sud selon l'importance recensée de la population locutrice. On dénombre ainsi habituellement quatre « grandes » langues :
|            | Nombre de locuteurs |
| ---------- | ------------------- |
| Quechua    | 9 600 000           |
| Guarani    | 6 000 000           |
| Aymara     | 2 000 000           |
| Mapudungun | ~ 800 000           |

Les langues amazoniennes sont parlées par des groupes minoritaires dans les neuf pays du bassin amazonien :
- Brésil ;
- Venezuela ;
- Guyane ;
- Guyana ;
- Suriname ;
- Colombie ;
- Équateur ;
- Pérou ;
- Bolivie.

Beaucoup de ces langues sont parlées à cheval sur les frontières, en zones marginales des pays, pour beaucoup parce que les populations indigènes des côtes et du centre, exploitées par les européens, ont été exterminées. Ce sont dans leur ensemble des langues très menacées.
La région amazonienne constitue un « trou noir » linguistique, au même titre que la Nouvelle-Guinée. Le travail linguistique sur ces langues, qui se sont révélées être très intéressantes dans leur diversité pour le développement de la linguistique, est encore très limité.

### Langues significatives, mais non officielles
- Le mapudungun, langue natale des Mapuches et parlée par environ 450 000 personnes en Patagonie, au Chili et en Argentine.
- Le wayuu, langue indigène parlée par plus de 300 000 personnes en Colombie et au Venezuela.
- Diverses langues, comme l'allemand (Sud du Brésil, Paraguay, sud du Chili, provinces de Buenos Aires et Misiones en Argentine), l'italien (Argentine, Brésil, Chili, Uruguay et Venezuela), et le japonais (Brésil et Pérou), qui sont encore parlées par les immigrants qui sont arrivés à la fin du XIXe siècle et pendant le XXe siècle.
- Le gallois se parle dans la province patagonienne de Chubut.
- Le croate parlé au Chili par la communauté de descendants d'immigrants qui habite dans les régions d'Antofagasta et de Magellan.
- Les langues créoles : créole guyanais, créole haïtien (ayisyen), créole martiniquais, créole guadeloupéen ou encore créole saint-lucien. On y trouve également le nenge tongo (bushinengué) plus communément appelé « taki-taki ». Cette langue est à base de portugais pour les Saramaca et Matawai, et d'anglais pour les Ndjuka, Paramaka et Aluku. Fondée sur les langues africaines, elle s'est créolisée et a reçu les apports de langues amérindiennes et européennes. Enfin, le hmong (voir Langues hmong) bien qu'asiatique peut être considéré comme une langue régionale en Guyane parce qu'il répond aux caractéristiques de territorialité.

## Religion
La religion principale en Amérique du Sud est le catholicisme. Cependant, les églises protestantes (principalement évangéliques) se développent rapidement en nombre de pratiquants, notamment au Brésil (voir Religion au Brésil) et au Suriname. Dans de nombreux pays la pratique de ces religions, en particulier le catholicisme, se mêlent avec des rites et pratiques de religions précolombiennes.
Entre le début du XXe siècle et le début du XXIe siècle, la proportion de catholiques en Amérique du Sud est passée de 94 % de la population à 69 %, tandis que la proportion de protestants est passée de 1 % à 20 %.
| Pays      | Chrétiens | Catholiques | Protestants | Sans religion |
| --------- | --------- | ----------- | ----------- | ------------- |
| Argentine | 88 %      | 71 %        | 15 %        | 11 %          |
| Bolivie   | 96 %      | 77 %        | 16 %        | 4 %           |
| Brésil    | 89 %      | 61 %        | 26 %        | 8 %           |
| Chili     | 82 %      | 64 %        | 17 %        | 16 %          |
| Colombie  | 92 %      | 79 %        | 13 %        | 6 %           |
| Paraguay  | 96 %      | 89 %        | 7 %         | 1 %           |
| Pérou     | 93 %      | 76 %        | 17 %        | 4 %           |
| Suriname  | 51 %      | 29 %        | 22 %        | 5 %           |
| Uruguay   | 58 %      | 42 %        | 15 %        | 37 %          |
| Venezuela | 90 %      | 73 %        | 17 %        | 7 %           |

## Peuples

### Existants
Les groupes ethniques et indigènes de l'Amérique du Sud incluent :
- Arawaks
- Atacameños
- Aymaras

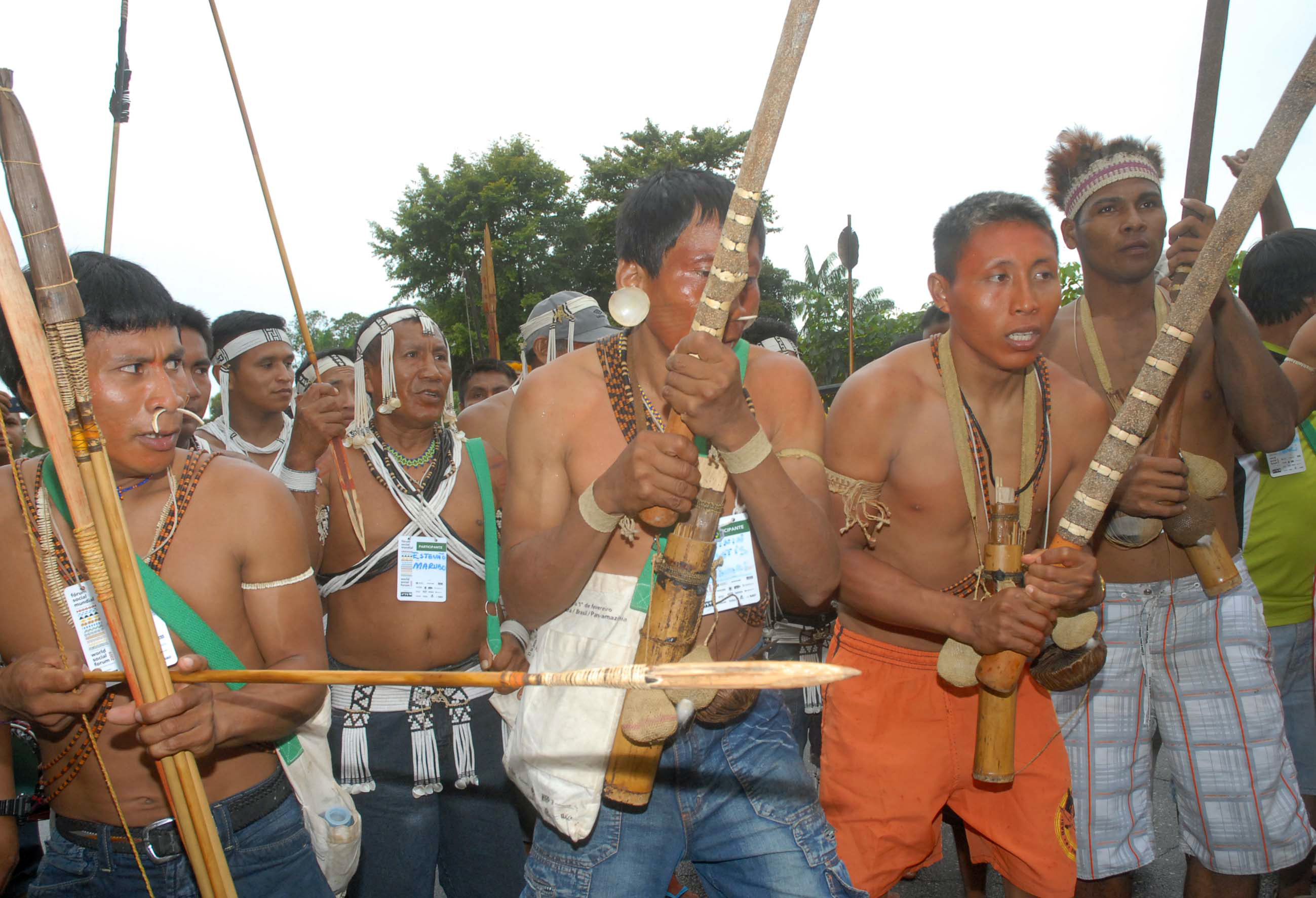
Peuple indigène du Brésil.

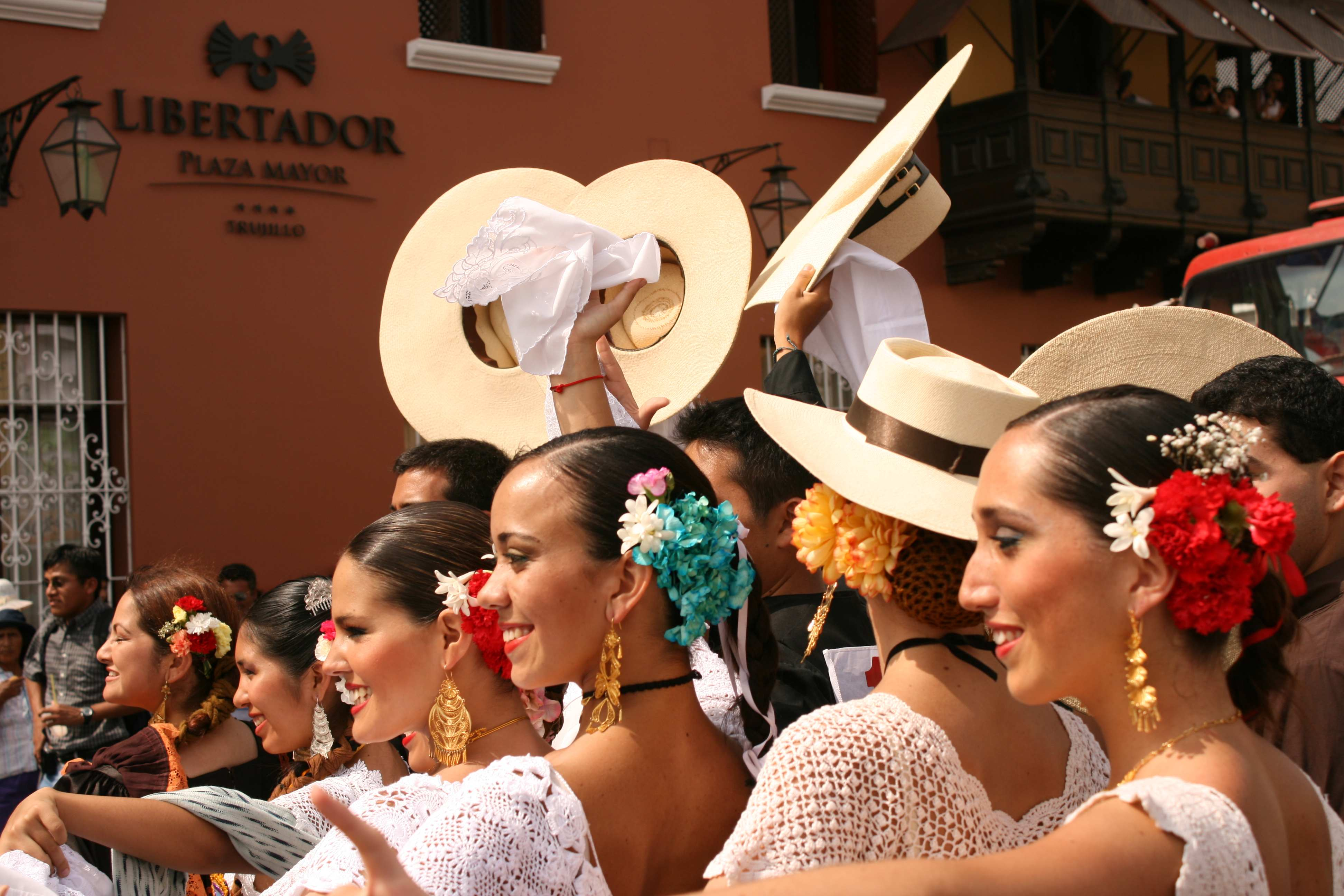
Danseurs Marinera à Trujillo, Pérou.

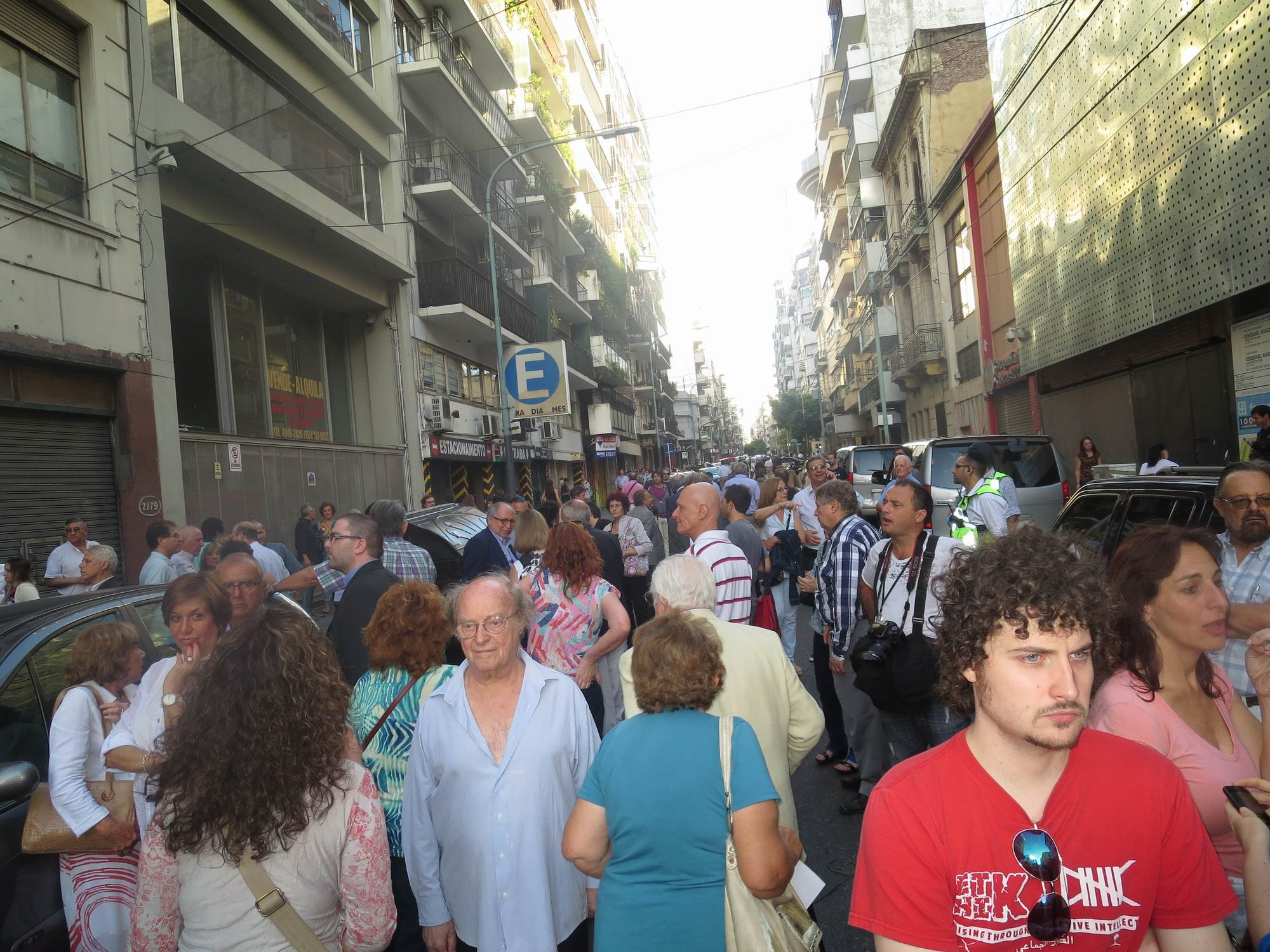
Descendants européens, Buenos Aires.

- Descendants africains, plus spécifiquement du bassin du Congo (RDC et République du Congo), d'Angola, du Nigeria et du Bénin.
- Awá
- Banawá (en)
- Kawésqar
- Kayapos
- Kalinago
- Chibchas
- Cocama (en)
- Diaguitas
- Chayahuita
- Enxet
- Descendants européens, plus spécifiquement de l'Espagne, du Portugal, de l'Italie et de l'Allemagne.
- Ge (en)
- Guaranis
- Descendants asiatiques, plus spécifiquement du Japon, de la Chine et de la Corée.
- Juris (en)
- Mapuches
- Matsés
- Mestizo
- Pehuenche
- Puels
- Quechuas
- Shipibo-Conibos
- Shuars
- Xucuru (en)
- Urarina
- Yagua
- Zaparos

### Disparus
- Huarpes
- Mánekenks
- Pampas
- Pehuenche
- Selknams ou Onas : Extermination des Selknam
- Tehuelches
- Yagans

## États et territoires

Carte politique de l'Amérique du Sud.

Les pays (et territoires dépendants) dans cette table sont catégorisés d'après le schéma pour les régions et subrégions géographiques utilisé par les Nations unies. 
| Nom du pays (ou territoire)                        | Superficie      | Population estimations 2018 | Densité de population (hab./km2) | Capitale             |
| -------------------------------------------------- | --------------- | --------------------------- | -------------------------------- | -------------------- |
| Argentine                                          | +2 766 890, km2 | +0044 694 198,              | +016,                            | Buenos Aires         |
| Bolivie                                            | +1 098 580, km2 | +0011 306 341,              | +010,                            | La Paz, Sucre        |
| Brésil                                             | +8 514 877, km2 | +0208 846 892,              | +025,                            | Brasilia             |
| Chili                                              | +0756 050, km2  | +0017 925 262,              | +024,                            | Santiago             |
| Colombie                                           | +1 138 910, km2 | +0048 168 996,              | +042,                            | Bogota               |
| Équateur                                           | +0283 560, km2  | +0016 498 502,              | +058,                            | Quito                |
| Îles Malouines (R.-U.)                             | +0012 173, km2  | +000 0003 198,              | +000,26                          | Port Stanley-Londres |
| Guyane (France)                                    | +0086 504, km2  | +0 000268 700,              | +003,2                           | Cayenne-Paris        |
| Guyana                                             | +0214 970, km2  | +0 000737 718,              | +003,                            | Georgetown           |
| Paraguay                                           | +0406 750, km2  | +0007 025 763,              | +017,                            | Asuncion             |
| Pérou                                              | +1 285 220, km2 | +0031 331 228,              | +024,                            | Lima                 |
| Géorgie du Sud-et-les îles Sandwich du Sud (R.-U.) | +0004 190, km2  | +00 000 00033,              | +000,01                          | Grytviken-Londres    |
| Suriname                                           | +0163 270, km2  | +0 000597 927,              | +004,                            | Paramaribo           |
| Uruguay                                            | +0176 220, km2  | +0003 360 148,              | +019,                            | Montevideo           |
| Venezuela                                          | +0912 050, km2  | +0031 689 176,              | +035,                            | Caracas              |

Les douze pays indépendants du tableau ci-dessus ont lancé le 8 décembre 2004 (déclaration de Cuzco) un projet de Communauté sud-américaine de nations (CSN), devenu Union des nations sud-américaines (UNASUD), sur le modèle de l'Union européenne.